# Posadas
Posadas es una ciudad argentina, capital de la provincia de Misiones y cabecera del departamento Capital. Se ubica sobre la margen izquierda del río Paraná —que la separa de Paraguay—, al sudoeste de la provincia y en el norte del departamento Capital.
Es la ciudad más poblada de Misiones y su centro administrativo, comercial y cultural. En sus comienzos se forjó alrededor del puerto sobre el río Paraná, y su crecimiento tardó en concretarse por ser una de las últimas zonas del territorio argentino en poblarse. Sin embargo, actualmente es una de las ciudades con más actividad y crecimiento de toda la región NEA (noreste argentino). Su influencia se extiende hasta la vecina ciudad de Garupá, con la que conforma el Gran Posadas. El puente San Roque González de Santa Cruz, tendido sobre el río Paraná, la une con la vecina ciudad de Encarnación (en la República del Paraguay).
El municipio de Posadas es el órgano administrativo encargado de regir la ciudad y zonas aledañas. Ocupa la parte urbana de la ciudad más una zona rural ubicada al sur y oeste de la misma, llegando hasta el límite con la provincia de Corrientes. Algunos parajes de la zona rural (como Colonia Laosiana) fueron absorbidos por la urbe en el transcurso de los años 2000. Posadas es también sede del obispado de Posadas, el cual designó patrono de la ciudad a San José.
Está localizada sobre la ruta nacional 12 y la ruta provincial 213. La ciudad se encuentra ubicada a 98 km de la ciudad de Oberá (segunda ciudad de la provincia), a 310 km de Puerto Iguazú, a 380 km de Asunción (capital de Paraguay) y a 1003 km de Buenos Aires (capital de Argentina, con la que tiene varias frecuencias diarias de ómnibus).

## Elementos identitarios

### Toponimia
En 1879 la Legislatura correntina aprobó la iniciativa del Poder Ejecutivo y cambió el nombre de Trinchera de San José por el de Posadas (22 de septiembre de 1879), en homenaje a Gervasio Antonio de Posadas ― «director supremo» de las Provincias Unidas del Río de la Plata―, quien anexó esta porción de territorio misionero a Corrientes.
El término Trincheras que integra varias de las denominaciones anteriores del lugar se debe a las murallas de defensa que se construyeron en la zona. Itapúa significa en guaraní punta de piedra.

### Símbolos

#### Escudo

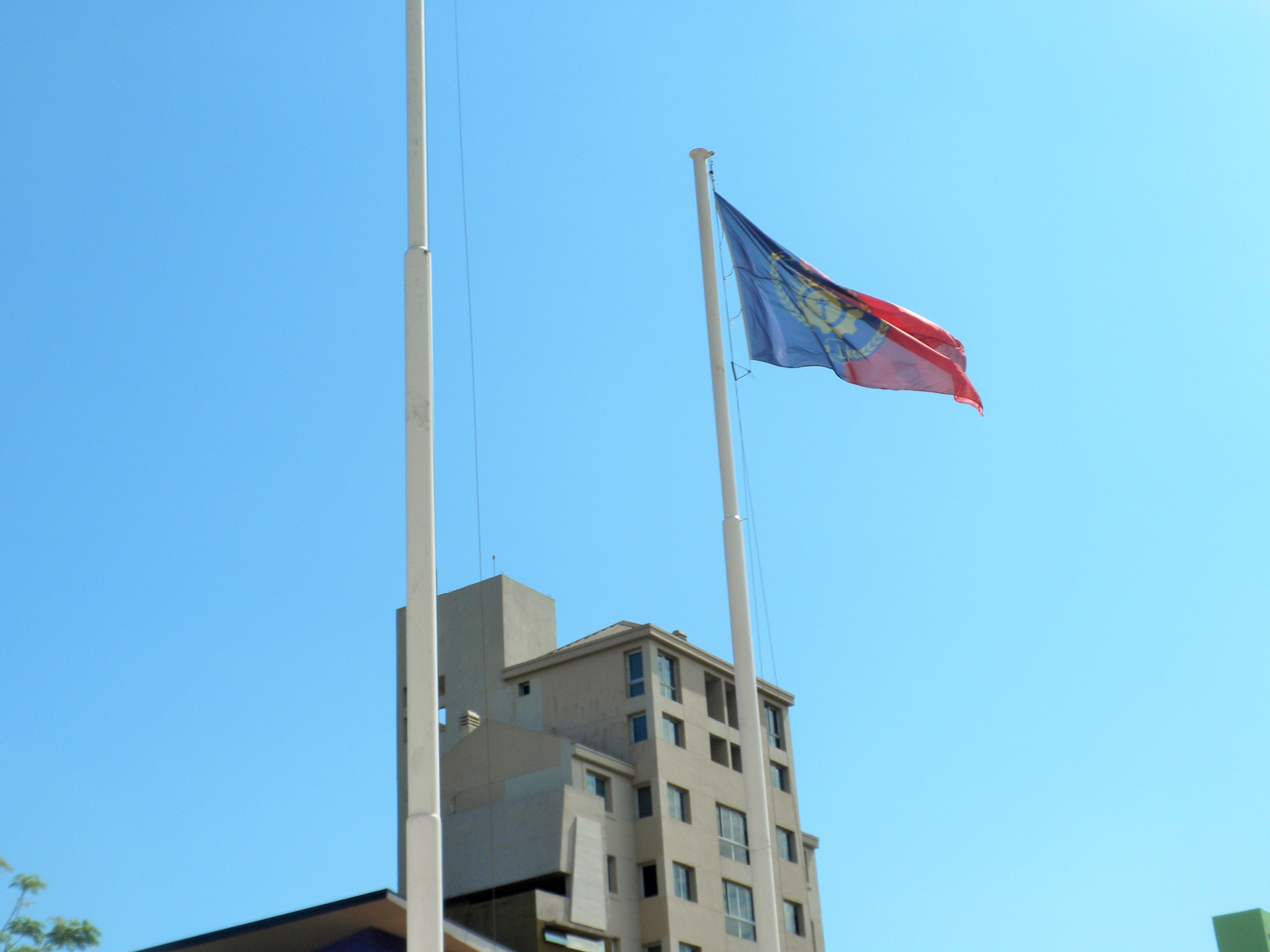
Bandera de Posadas

El escudo de la ciudad de Posadas fue diseñado por Diego Álvarez, y establecido mediante la ordenanza 65, desde el día 27 de enero de 1971 como emblema oficial del municipio. El diseño, en heráldica, tiene una forma de cuadrilongo de ángulos inferiores redondeados apuntado, representando parte de la historia de la fundación de la ciudad; consta de:
- La cruz cristiana y cuatro rayos descendientes: simbolizan la presencia jesuítica y su obra evangelizadora;
- La trinchera: ubicada en el centro del escudo, es un muro de roca basáltica o roca mora, levantada en 1833 por Gaspar Rodríguez de Francia para poder preservar la capilla con la imagen de San José;
- El río Paraná: el curso de agua, y a la vez límite natural de la ciudad está simbolizado con una faja central blanca con líneas azules, debajo de la trinchera;
- Años 1615 y 1870: la inscripción del año 1615 está ubicada en la parte superior izquierda del escudo, representa el año en que el sacerdote Roque González de Santa Cruz fundara «Nuestra Señora de la Anunciación de Itapúa» —conocida en algún punto como Anunciación de la misma forma que se dieron los nombres de Concepción y la ciudad paraguaya de Encarnación[3]— en el lugar donde actualmente está Posadas; mientras que la inscripción 1870 está ubicada en la parte superior derecha, simbolizando el año en que se radican las primeras autoridades en «Trinchera de San José» y la fundación de la actual Posadas;
- Colores: el emblema utiliza principalmente los colores rojo, azul y blanco al igual que la Bandera de Misiones, además del color verde que representa a la selva.

Durante algunos años de la gestión de Orlando Franco (2007—) se utilizó un escudo rediseñado, como emblema en documentos del municipio y la vía pública. El escudo en cuestión preservaba los elementos originales, pero modificando la forma por la de tipo español o de medio punto y colores más vivos. Finalmente fue retirado debido a denuncias por utilizar un emblema no oficial como tal, restaurándose el uso del escudo oficial.

#### Canción oficial
En el año 2004, el Concejo Deliberante estableció mediante la ordenanza 1428/04 a la canción «Posadeña linda» ―del cantautor local Ramón Ayala, El Mensú― como canción oficial de la ciudad de Posadas. En la ley se deja en claro que dicha canción debe ser entonada en los actos municipales en los que participe la Banda Sinfónica Municipal. Anahí Rolón, una joven cantante posadeña, fue la elegida para entonar por primera vez la canción oficial como tal, ese mismo año.

#### Bandera
Hasta el año 2014 la ciudad no había adoptado ninguna bandera oficial. En la nueva Carta Orgánica de 2010 se previó la creación de una enseña representativa. Una ordenanza municipal fue promulgada en 2012, como proyecto del concejal Cristian Humada, en la cual propuso un concurso público abierto en el que los ciudadanos podían idear un diseño, mientras que otro grupo iba a ser el encargado de seleccionarlos. En el mismo pudieron participar personas físicas o jurídicas con un mínimo de dos años de residencia en la capital provincial.
Sin embargo las primeras iniciativas en pos de una bandera que represente a la ciudad comenzaron a fines de los años 1990, con el proyecto del Concejal Enrique de Arrechea. En 2010, se retoma esta propuesta a través de los Concejales Ana María Irrazábal y Ricardo Skanata. Este último proyecto fue aprobado por el parlamento y luego vetado por Poder Ejecutivo del intendente de Posadas.
En 2012 ingresó la iniciativa del concejal Humada para retomar y dar forma definitivamente a este proyecto. La iniciativa fue aprobada. La convocatoria de presentación de propuestas de bandera tuvo lugar entre el 14 de abril y el 4 de julio de 2014.
En 2014, la Ordenanza 3071 de la ciudad estableció el «Concurso público para la creación de la bandera oficial de la ciudad de Posadas», durante el mes de octubre del mencionado año los posadeños votaron entre tres propuestas finalistas la Bandera de Posadas. En las instituciones educativas también se llevaron adelante las votaciones entre los alumnos de todas las edades.
La elección final entre tres seleccionados, se realizó por sufragio popular, mediante las metodologías a mano alzada en las escuelas y por voto electrónico y tradicional en puntos rotativos de la ciudad. El 13 de noviembre de 2014 se hizo público el diseño ganador por 9 581 de un total de 19 258 votos, delineado por Gemma Rotela.
En la ocasión Ramón Ayala entono el himno municipal posadeña linda

## Historia
El sacerdote jesuita Roque González de Santa Cruz fundó inicialmente el 25 de marzo de 1615, en el territorio de la actual Posadas, una Reducción con el nombre de Anunciación de Itapúa. Por la falta de pobladores la trasladó posteriormente a la margen derecha del río Paraná, fundando Nuestra Señora de Encarnación en la actual República del Paraguay, aunque un modesto caserío sobrevivió en esta margen del río Paraná.

### Cambios constantes
Los únicos pobladores de la región —además de los guaraníes— fueron durante mucho tiempo los jesuitas, quienes llegaron a niveles muy altos de actividad económica y cultural. En 1776 cuando los jesuitas estaban en su apogeo, España ordenó la expulsión de los mismos, y se creó la Gobernación de las Misiones Guaraníes, que pasaría a depender del Virreinato del Río de la Plata pocos años más tarde. En ese entonces la capital se situaba en la cercana ciudad de Candelaria.
El general Manuel Belgrano mientras se dirigía al Paraguay, fundó un fuerte en lo que en ese momento se conocía como Rinconada de San José. La derrota de Belgrano al año siguiente significó que los territorios del actual Misiones pasen a formar parte del territorio paraguayo, situación que no duraría mucho tiempo.
El territorio de Misiones fue luego duramente disputado entre argentinos, paraguayos y brasileños por su importancia estratégica, pasando lo que hoy conocemos como Posadas a ser sucesivamente anexada a Corrientes, invadida por el Paraguay, expulsados los paraguayos del territorio constituyéndose nuevamente como provincia y —en 1830— volvió a ser territorio correntino.

### El proceso de fundación
Por disposición del Superior Gobierno de los Jesuitas de Asunción y con la anuencia del poder político de entonces el Padre Roque González de Santa Cruz S.J. debe trasponer el río Paraná y fundar el la banda izquierda, en la zona conocida como de Itapua, una reducción de nativos guaraníes para continuar la tarea de evangelización iniciada en la zona por el Padre Marcial de Lorenzana S.J. que había ya fundado San Ignacio Guazú. Es así que en el día de la Anunciación de la Virgen María por el Arcángel Gabriel, el 25 de marzo de 1615 funda en compañía de un niño la Reducción de Nuestra Señora de la Anunciación de Itapúa, en lo que es hoy la ciudad argentina de Posadas. El niño cuyo nombre era Miguel D'Ávila hará en 1652 una deposición aclaratoria de la situación que se describe en la ciudad de Asunción donde deja expresa constancia de lo acontecido entonces. Se considera el antecedente fundacional más antiguo de la actual ciudad de Posadas. El Paso de Itapua por el Paraná entre lo que son hoy Encarnación y Posadas funcionó desde entonces sin solución de continuidad hasta la fecha.
Entre 1838 y 1840 el paraguayo Gaspar Rodríguez de Francia construyó una muralla de 3 m de alto y 2,5 km de largo, apoyándose en antiguas construcciones jesuíticas, y estando sus cabeceras sobre los arroyos Tablada y Patotí. Esta trinchera es denominada Trinchera de los Paraguayos.
El gobernador de la provincia de Buenos Aires Juan Manuel de Rosas —quien en ese momento tenía a su cargo las relaciones exteriores del país— no reconoció la independencia del Paraguay, e impuso un bloqueo de la navegación en el Paraná para que este se reincorporase a la Argentina. Aunque la medida no tuvo éxito, sí se reconquistó la zona, y el lugar pasó a llamarse Trincheras de San José. Este nombre se puede considerar oficial a partir de 1869, año en que una figura del santo fue entronizada en la capilla construida a tal efecto. Las piedras erigidas como monolitos que encontramos en la vereda de la calle Rioja entre Colón y San Lorenzo, y Córdoba entre San Lorenzo y Ayacucho atestiguan las antiguas denominaciones de la ciudad. Las últimas acciones bélicas habían tenido en lugar en 1865, con motivo de la Guerra de la Triple Alianza, que enfrentó a la Argentina, Brasil y Uruguay, contra el Paraguay. En esa ocasión el Paraguay invadió nuevamente la zona, pero esta fue recuperada rápidamente, quedando la defensa a cargo de un batallón brasileño.
En 1876, por un tratado de paz entre la Argentina y el Paraguay, este último resignó todas sus pretensiones sobre la zona. Aunque carecía de todo respaldo jurídico, tras la guerra con el Paraguay el poblado fue creciendo en importancia, residiendo en ellas numerosos criollos, comerciantes y exsoldados; mientras la población se extendía desde el puerto hasta el actual casco céntrico.
El 8 de noviembre de 1870, el gobierno de Corrientes resolvió la creación del departamento de Candelaria y designó como su capital a Trincheras de San José. En el mismo decreto se promovió la mensura y deslinde del pueblo, por lo que se considera esta fecha como la fundación de la ciudad. Fue el agrimensor don Francisco Lezcano el encargado de esta tarea. El mismo Francisco Lezcano fue elegido primer jefe municipal el 13 de octubre de 1872. En 1879 la Legislatura correntina aprobó la propuesta del Ejecutivo de denominar Posadas a la ciudad.

### Capital de territorio nacional y provincia
El 22 de diciembre de 1881 el presidente Julio Argentino Roca sancionó la ley que creó el Territorio Nacional de Misiones, federalizando su territorio, fijando sus límites y designando al pueblo de Corpus como capital. Posadas quedó en ese momento incluida en el territorio de la provincia de Corrientes.
Sin embargo, las dificultades del acceso de Corpus motivaron trasladar su capital a una zona más accesible desde el resto del país. El 30 de julio de 1884, el Congreso Nacional decidió que la ciudad de Posadas fuese cedida por Corrientes a Misiones, y se convirtiera en capital del en ese entonces «territorio nacional».
En 1953, por mandato del presidente Juan Domingo Perón, el territorio de Misiones se provincializó y Posadas pasó a ser capital provincial. Durante la gobernación de Eduardo Reguero hubo una importante reforma en la capital, se realizaron obras relacionadas con la comunicación, como puentes, caminos, ferrocarriles y se comenzó un plan masivo de ensanche y embellecimiento de las avenidas principales y de la extensión del asfalto a nuevos barrios.
El 11 de febrero de 1957, el papa Pío XII creó la diócesis de Posadas, en un territorio que hasta ese momento dependía de la diócesis de Corrientes. En la década de 1960 comienzan a aparecer barrios de emergencia debido a la crisis en la producción de yerba mate tras los cambios económicos impuestos durante el gobierno de Arturo Frondizi que obligó a miles de campesinos a abandonar sus chacras y trasladarse a la ciudad.

### Historia contemporánea
La población va tomando un aspecto cada vez más urbano. En el año 1973 se creó la Universidad Nacional de Misiones, que fue puesta en funcionamiento en 1974, por el Rector Normalizador, Justo Lozano. La universidad fue incorporando diversas instituciones de educación superior preexistentes, como unidades académicas. Tal fue el caso del Instituto Superior del Profesorado de la Provincia de Misiones, el Instituto Privado de Administración de Empresas, la extensión de la UNNE (carrera de Ingeniería Química) y la Escuela de Servicio Social. En 1991 se inauguró el puente que la une con el Paraguay e impulsó el comercio internacional. En 1999 se inauguró una avenida Costanera que fue sucesivamente ampliada, y es hoy una de sus características más reconocidas.

## Geografía

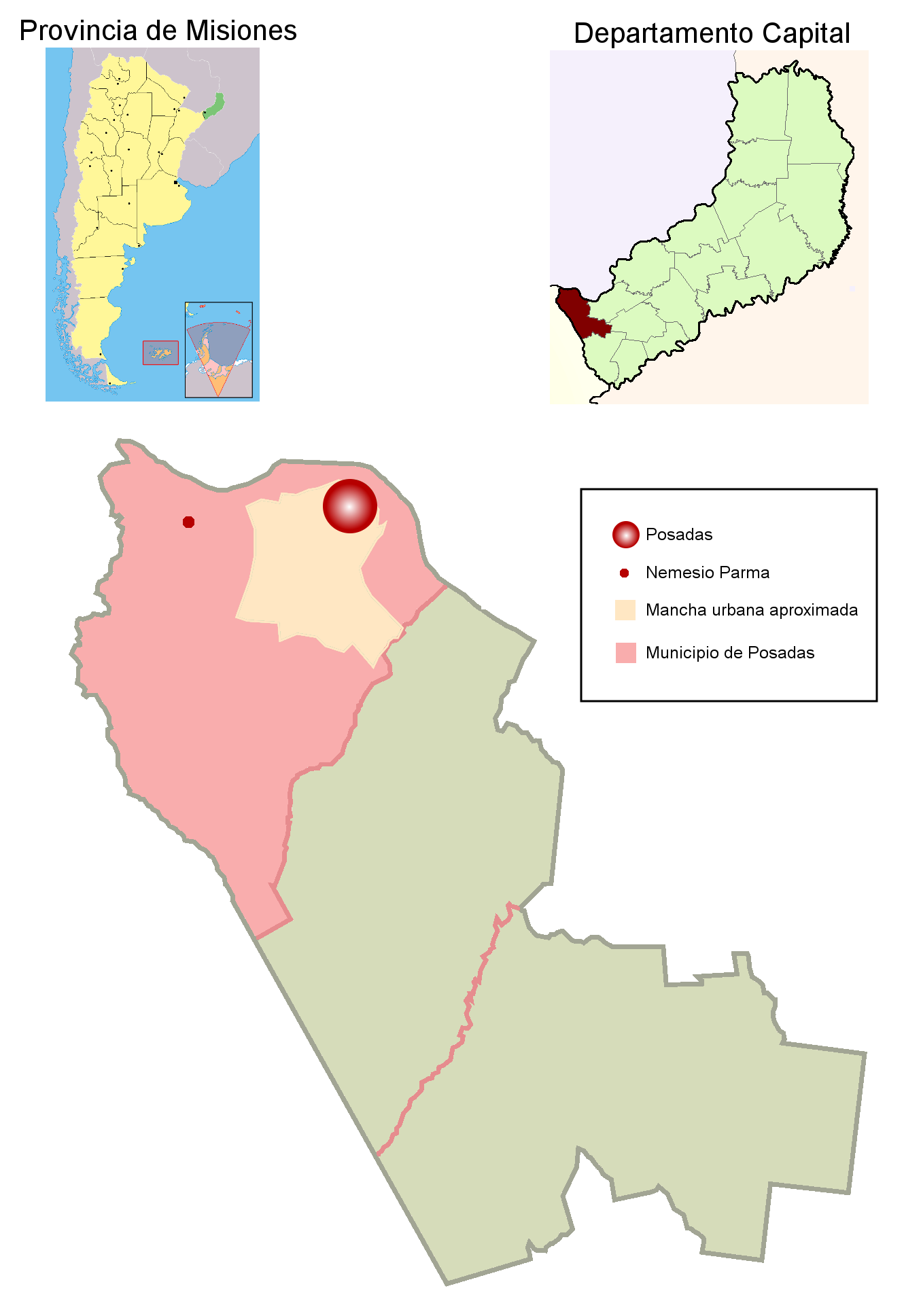
Área del Municipio de Posadas y la mancha urbana de la ciudad.

El relieve presenta colinas no muy altas, y con desniveles pocas veces abruptos, salvo en la zona de las barrancas del río. El área urbana ocupa aproximadamente 8 km hacia el sur y 6 km hacia el oeste del recodo del río Paraná.

### El río Paraná

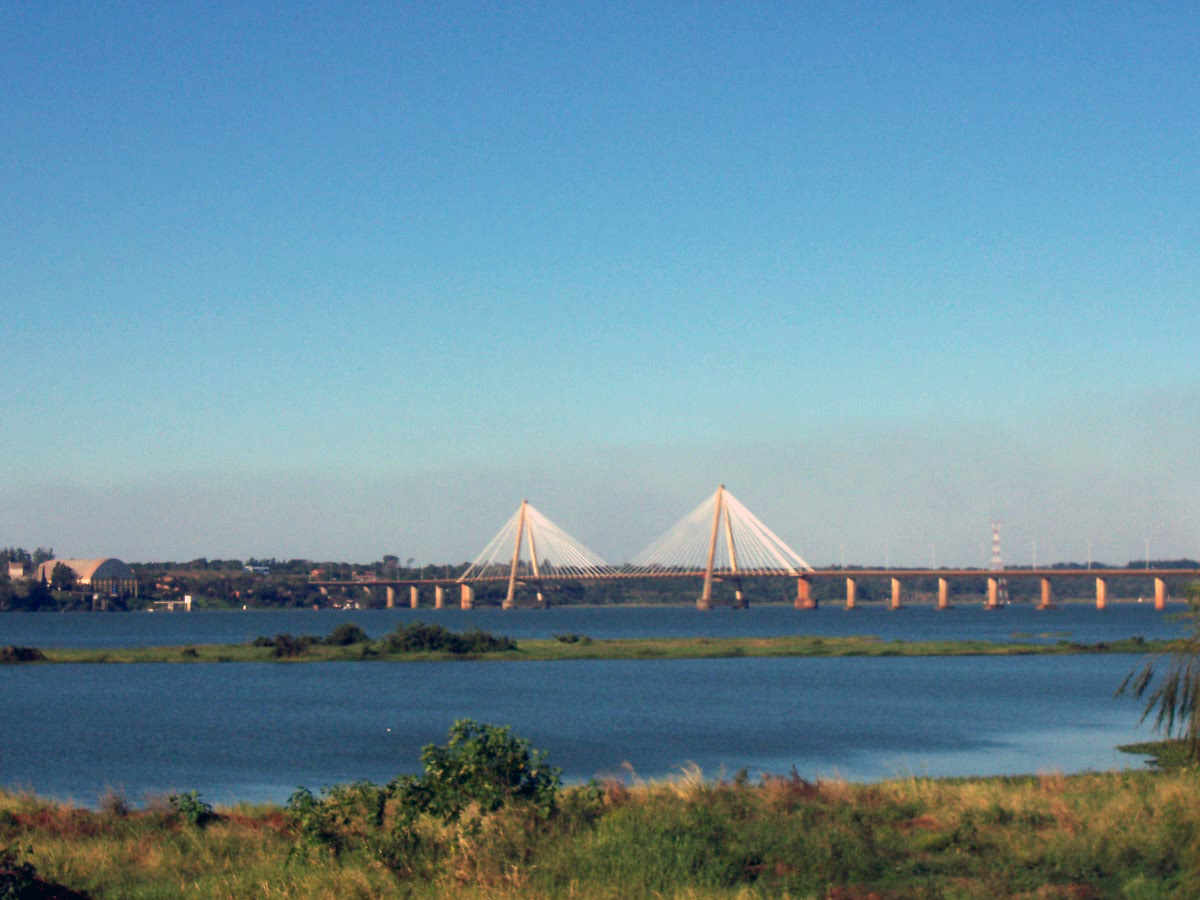
El Puente que comunica a la ciudad de Posadas con la vecina Encarnación.

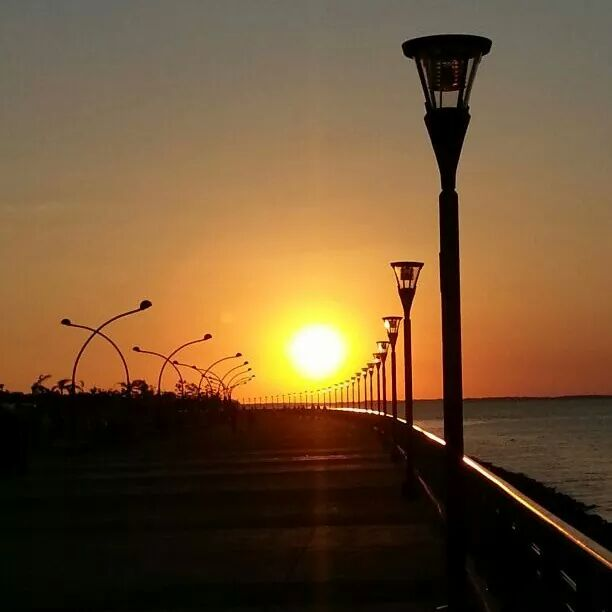
Costanera a orillas del Río Paraná

La ciudad se encuentra asentada sobre un macizo basáltico muy singular. Hace aproximadamente 10 000 años este macizo formaba un muro infranqueable para el río Paraná, el cual giraba y terminaba desembocando en lo que hoy es el estado de Río Grande del Sur, en Brasil; al romper el macizo deja su serpenteante curso para formar un largo trecho mucho más recto hasta encontrarse con el río Paraguay. Este macizo es el que provoca el quiebre de casi 90° del río, por el cual la ciudad se ve rodeada por el mismo hacia el este y el norte. La costa del río es muy distinta en ambos sectores, mientras que en el este la mayor parte constituye terrenos bajos de hasta 1 km de espesor, la costa norte presenta abruptas barrancas que conforman paisajes muy llamativos; sin embargo las orillas poseen mucho lodo, por lo que los pocos balnearios atractivos son conformados a partir de rellenos con arena. No obstante la arena se extrae en varios puntos de la ciudad directamente del lecho del río. Esta diversidad en las costas provoca también que la costa este esté despoblada mientras que la norte es actualmente la más buscada por la clase acomodada.
El lago de la represa de Yacyretá se extiende exactamente hasta los límites de la ciudad (alcanzando levemente a la posterior Garupá). A fines de 2008, tal como estaba previsto en el proyecto original de la represa, se aumentó el nivel de la represa en unos 7 m., lo que provocó importantes cambios en la fisonomía local, sobre todo en la costa norte (donde fueron desalojados los pobladores de la orilla) y en las desembocaduras de los arroyos. En total fueron inundados unos 47 km² de la superficie municipal. La avenida Costanera fue construida con el aporte de la Entidad Binacional a cargo de la represa; al diseñarse se consideró este avance de las aguas y se permitió ganar algunos terrenos al río en la zona más cercana al casco céntrico.

### Lagunas y arroyos
Numerosos arroyos nacen dentro de la zona urbana y desembocan en el Paraná. Dentro de estos los más importantes son el Patotí y el Vicario, que reciben a su vez el aporte de otros pequeños afluentes. Aunque solían causar serios daños con las crecientes, el entubamiento de la mayor parte de su recorrido logró que prácticamente no afecten la ciudad. Su origen se debe al alto nivel de precipitaciones, humedad ambiental y en el suelo (que forma los manantiales de los cuales nacen).
Los dos arroyos más importantes que atraviesan la ciudad nacen en el interior de la provincia y desaguan también en el río Paraná: el arroyo Mártires y el arroyo Zaimán. Son de escaso caudal, salvo en sus desembocaduras donde forman pequeñas rías que se vieron aumentadas al completarse el llenado del embalse de Yacyretá, formando grandes espejos de agua, que fueron aprovechadas como zona de esparcimiento. El arroyo Zaimán forma parte del límite con el municipio de Garupá (cuando faltan algunos kilómetros para su desembocadura), mientras que el Mártires forma un virtual límite oeste con la zona rural y aeroportuaria en sus últimos 5 km.
No hay lagunas naturales, salvo la desaparecida laguna San José, que era en realidad una entrada del río en una zona baja junto al puente internacional. Esta laguna se usaba con fines deportivos y fue punto de referencia para los habitantes y foráneos en los orígenes del poblado. Sin embargo, en la actualidad esta laguna ha desaparecido por el crecimiento del caudal del río Paraná provocado por la construcción de Represa Yacyretá.

### Relieve e inundaciones
El relieve de la zona es suavemente ondulado, estando los principales desniveles sobre la costa norte del río Paraná y hasta a 2 km de esta, destacándose el pequeño valle aluvional formado por la desembocadura del arroyo Patotí. Un punto característico es el peñón de piedra cubierto de madreselva ubicado en la Bajada Vieja, de unos 30 metros de altura y a escasos metros de la costa. La ciudad se encuentra a un nivel medio de 120 m s. n. m.. El color de la tierra es rojizo, producto de la descomposición del hierro, material de erupciones volcánicas de tiempos remotos, aunque se encuentran bolsones de tierra negra en varios sectores.
Posadas era afectada por las súbitas crecidas de sus arroyos interiores en ocasiones de lluvias torrenciales, problema que actualmente se encuentra subsanado en su mayor parte. Otro factor de inundación son las grandes crecientes del río Paraná (aproximadamente una cada 20 años), que afecta a los sectores de bajos recursos instalados sobre la costa, mientras que el resto casi no se ve afectado producto de la elevación de la ciudad respecto al río. La creación del embalse de Yacyretá propició medidas para alejar a los pobladores costeros de las zonas bajas, que se volverían permanentemente inundables o con mayor frecuencia. Este proceso no fue cumplido en su totalidad y todavía afecta a numerosas barriadas costeras.[cita requerida]

### Clima
El tipo climático local es subtropical sin estación seca, Cfa según la clasificación climática de Köppen. Las lluvias anuales rondan los 2000 mm, lo que sumado a una elevada humedad ambiental (humedad relativa promedio anual: 74%) y la cercanía del río conformaban —previo a la urbanización— una vegetación selvática muy densa. Hoy en día sobreviven algunos sectores selváticos en las zonas más alejadas del centro, aunque cada vez menos ya que los sectores que privilegia la ciudad por su cercanía al casco céntrico son los que mayor densidad vegetal presentaban.
Las temperaturas son templadas en junio, julio y agosto con una temperatura promedio de 16.8 °C, hay días durante los meses de junio-agosto en donde se registran una temperatura por debajo de los 10 °C. El verano  es muy caluroso, y en los meses de diciembre, enero y febrero hay una temperatura promedio de 26.8 °C, aunque hay veces que supera los 38.5 °C. El río ejerce en este caso una acción moderadora sobre el clima. Aunque las temperaturas veraniegas no son extremadamente altas, los calores suelen ser mucho más difíciles de soportar producto de la alta humedad ambiental. En las zonas altas junto al río el clima suele ser bastante más agradable en el verano y más fresco en el invierno. Los vientos predominantes son el sur -de tipo frío- y el norte (en realidad, nordeste), muy cálido.
En los últimos 5 años, período 2013-2017 -ambos años incluidos-, en Posadas la temperatura mínima absoluta ha sido de 0.5 (registrado el 18 de julio de 2017), y la máxima absoluta ha sido de 39 (registrado el 6 de febrero de 2012). Así se ve que en los últimos años no ha habido heladas reales (menos de 0 °C) ni días con de más de 40 °C tampoco.
| Parámetros climáticos promedio de Posadas Aero (1991–2020) | Parámetros climáticos promedio de Posadas Aero (1991–2020) | Parámetros climáticos promedio de Posadas Aero (1991–2020) | Parámetros climáticos promedio de Posadas Aero (1991–2020) | Parámetros climáticos promedio de Posadas Aero (1991–2020) | Parámetros climáticos promedio de Posadas Aero (1991–2020) | Parámetros climáticos promedio de Posadas Aero (1991–2020) | Parámetros climáticos promedio de Posadas Aero (1991–2020) | Parámetros climáticos promedio de Posadas Aero (1991–2020) | Parámetros climáticos promedio de Posadas Aero (1991–2020) | Parámetros climáticos promedio de Posadas Aero (1991–2020) | Parámetros climáticos promedio de Posadas Aero (1991–2020) | Parámetros climáticos promedio de Posadas Aero (1991–2020) | Parámetros climáticos promedio de Posadas Aero (1991–2020) |
| Mes                                                        | Ene.                                                       | Feb.                                                       | Mar.                                                       | Abr.                                                       | May.                                                       | Jun.                                                       | Jul.                                                       | Ago.                                                       | Sep.                                                       | Oct.                                                       | Nov.                                                       | Dic.                                                       | Anual                                                      |
| ---------------------------------------------------------- | ---------------------------------------------------------- | ---------------------------------------------------------- | ---------------------------------------------------------- | ---------------------------------------------------------- | ---------------------------------------------------------- | ---------------------------------------------------------- | ---------------------------------------------------------- | ---------------------------------------------------------- | ---------------------------------------------------------- | ---------------------------------------------------------- | ---------------------------------------------------------- | ---------------------------------------------------------- | ---------------------------------------------------------- |
| Temp. máx. abs. (°C)                                       | 40.0                                                       | 39.5                                                       | 39.51                                                      | 35.9                                                       | 34.8                                                       | 31.2                                                       | 32.0                                                       | 35.3                                                       | 39.3                                                       | 40.6                                                       | 41.2                                                       | 40.2                                                       | 41.2                                                       |
| Temp. máx. media (°C)                                      | 33.0                                                       | 32.4                                                       | 31.0                                                       | 28.0                                                       | 23.9                                                       | 22.2                                                       | 22.0                                                       | 24.5                                                       | 25.9                                                       | 28.5                                                       | 30.4                                                       | 32.3                                                       | 27.8                                                       |
| Temp. media (°C)                                           | 27.2                                                       | 26.5                                                       | 25.1                                                       | 22.3                                                       | 18.6                                                       | 17.1                                                       | 16.3                                                       | 18.2                                                       | 20.0                                                       | 22.6                                                       | 24.4                                                       | 26.5                                                       | 22.1                                                       |
| Temp. mín. media (°C)                                      | 22.1                                                       | 21.7                                                       | 20.4                                                       | 17.7                                                       | 14.4                                                       | 13.1                                                       | 11.8                                                       | 13.3                                                       | 15.0                                                       | 17.6                                                       | 18.9                                                       | 21.1                                                       | 17.2                                                       |
| Temp. mín. abs. (°C)                                       | 10.5                                                       | 11.0                                                       | 10.1                                                       | 6.3                                                        | 2.1                                                        | 0.1                                                        | -0.5                                                       | -1.3                                                       | 3.2                                                        | 5.5                                                        | 6.9                                                        | 12.1                                                       | -1.3                                                       |
| Precipitación total (mm)                                   | 168.7                                                      | 136.9                                                      | 171.0                                                      | 179.0                                                      | 138.4                                                      | 128.6                                                      | 94.1                                                       | 87.1                                                       | 132.8                                                      | 253.4                                                      | 178.8                                                      | 204.4                                                      | 1873.2                                                     |
| Días de precipitaciones (≥ 0.1 mm)                         | 9.5                                                        | 9.2                                                        | 9.3                                                        | 8.9                                                        | 8.8                                                        | 8.5                                                        | 8.1                                                        | 7.6                                                        | 9.9                                                        | 11.5                                                       | 8.9                                                        | 9.7                                                        | 110.0                                                      |
| Horas de sol                                               | 192.2                                                      | 186.5                                                      | 179.8                                                      | 174.0                                                      | 155.0                                                      | 126.0                                                      | 158.1                                                      | 179.8                                                      | 147.0                                                      | 151.8                                                      | 183.0                                                      | 176.7                                                      | 2008.9                                                     |
| Humedad relativa (%)                                       | 68.1                                                       | 70.4                                                       | 71.9                                                       | 74.4                                                       | 77.3                                                       | 77.5                                                       | 73.9                                                       | 68.3                                                       | 67.9                                                       | 69.6                                                       | 65.4                                                       | 66.3                                                       | 70.9                                                       |
| Fuente: Servicio Meteorológico Nacional                    |                                                            |                                                            |                                                            |                                                            |                                                            |                                                            |                                                            |                                                            |                                                            |                                                            |                                                            |                                                            |                                                            |

### Trazado urbano y planificación territorial

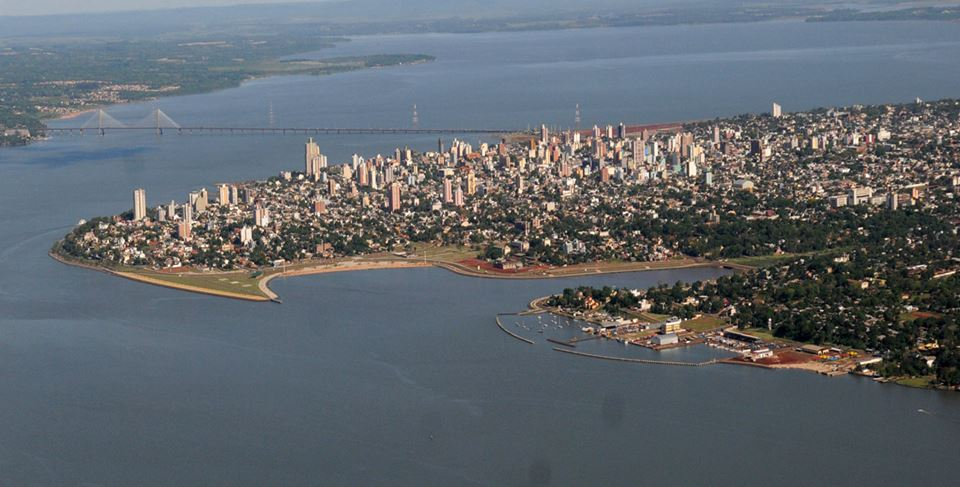
Vista aérea de la ciudad de Posadas año 2014, se puede ver la costanera que la bordea

El trazado original, de 1872, está constituido por un cuadrilátero de 14 × 13 cuadras de lado. Aquí las manzanas son regulares, en damero, con calles de espesor medio y está bordeado por cuatro avenidas de anchas plazoletas. La regularidad se ve interrumpida únicamente en la zona cercana al antiguo puerto. Existen aquí dos plazas: la Nueve de Julio, frente a la que se sitúan la casa de Gobierno y la Catedral, y la plaza San Martín; y la plazoleta Lisandro de la Torre, cercana a la costa, en la calle Belgrano y avenida Polonia. Otras tres plazas estaban en los planos originales pero sus terrenos luego formaron parte del sector edilicio.
Al norte y este del casco céntrico, en las pocas hectáreas que quedan entre este y el río, el trazado de calles es altamente irregular, y únicamente tienen continuidad las extensiones de las avenidas que rodean el trazado original. El resto de la ciudad puede separarse entre los terrenos situados al norte de la ruta 12 (avenida Quaranta) y al sur de la misma. En los primeros hay un delineado regular de un trazado tipo damero de avenidas situadas cada 400 m; el área cerrada por cuatro de estas avenidas constituye una chacra. Dentro de estas chacras las calles pueden tener una continuidad o no, incluso algunas chacras ni siquiera poseen calles internas. Por otra parte, en los terrenos del sur el crecimiento se dio una forma anárquica, alrededor de dos rutas y otras dos avenidas que corren de norte a sur. Las mismas están unidas por algunas avenidas que cruzan de este a oeste. El explosivo crecimiento de esta zona torna cada vez más complicado este sector.
La primera planificación urbanística oficial de la ciudad data del año 1957, siendo conocido como «Plan URBIS». En 1971 se presenta el «Plan Posadas» en el que se establecen, entre otras ideas, dos ejes de crecimiento dirigidos desde el centro de la ciudad hacia las desembocaduras de los arroyos Zaimán y Mártires, hacia el sur y el oeste respectivamente. Al mismo tiempo, la población en dichos sectores iba creciendo vertiginosamente en paralelo. Mientras tanto, en los años 2000 se aplicó el «Código de planeamiento urbano», realizando algunos cambios excepcionales al plan vigente entonces. A principios de los años diez se puso en rigor el denominado «Plan estratégico Posadas 2022», planeando a futuro, para ese año, la concreción de un nuevo puerto, áreas urbanizables, nuevas vías de acceso y límites costeros e internos.
Entre el año 2010 y 2012 se concretaron los últimos tramos de la avenida Costanera y la remodelación de la estación de trenes. El ferri que unía Posadas y Encarnación previo a la construcción del puente está emplazado frente a la estación de ferrocarril.

## Aspectos demográficos

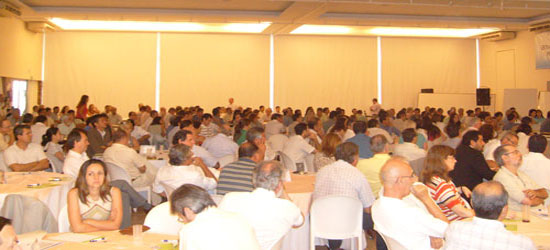

### Crecimiento geográfico de la ciudad
De acuerdo a los datos del censo 2010 ha sido la ciudad argentina con mayor crecimiento poblacional de la década.
El crecimiento vertiginoso la llevó a ocupar sectores de forma muy irregular, por lo que es habitual encontrar extensas zonas deshabitadas antes de llegar a porciones altamente ocupadas. El sector norte frente al río forma la zona más elegida. La zona sudoeste fue ocupada de forma muy acelerada durante los últimos años, y hoy en día la zona al sur de la ruta nacional 12 es la de mayor crecimiento en cuanto a barrios de viviendas construidas por el Estado y a sectores humildes. Los numerosos desalojados por la Entidad Binacional de Yaciretá fueron ubicados en barrios situados en el acceso sur de la ciudad, formando también un crecimiento masivo en esa área.[cita requerida]

### Población
En la Argentina, el INDEC ―junto con los institutos provinciales de estadística― son los encargados de delimitar lo que se considera parte de una localidad. Los cada vez más difusos límites entre Posadas y Garupá fueron cambiando en los últimos 30 años. El acelerado proceso de crecimiento en la vecina ciudad de Garupá -que va alcanzando a Candelaria-, se debe fundamentalmente al crecimiento de Posadas, por lo que esta localidad finalmente fue absorbida en lo que se denomina el Gran Posadas. La población representa actualmente al 25,2% del total provincial.
Según el censo de 2022 del INDEC, el municipio de Posadas contaba con 327.510 habitantes, y su área metropolitana asciende a 391.498, un crecimiento del 18,81% en comparación con el anterior censo. Sumando a ciudades cercanas como Candelaria o el Gran Encarnación (área metropolitana binacional con el Paraguay), la población asciende a cerca de 600.000 habitantes. 
Unos escasos 2000 habitantes más se encuentran dentro del ejido del municipio de Posadas pero en la zona rural, dentro del cual se puede destacar la población de Nemesio Parma con aproximadamente 300 habitantes, unos 10 km al oeste de la ciudad y cerca de la costa del río Paraná.

## Barrios
Los barrios con mayor identidad son los situados alrededor del casco céntrico (Villa Sarita al norte, Villa Blosset al este y Villa Urquiza al sur) y Villa Lanús, ubicado en el sureste de la ciudad.Anexo:Barrios de Posadas
Villa Blosset poseía algunas familias de bajos recursos económicos en una pequeña villa miseria a orillas del río Paraná, y hace algunos años fueron desalojadas por el llenado del embalse de la represa de Yaciretá-Apipé. El resto del barrio es de población de clase socioeconómica media, y están llegando cada vez más familias de clase media-alta, debido a que hoy en día la Costanera Monseñor Kemerer bordea el barrio.
Villa Urquiza posee población de clase media, y Villa Sarita posee una buena parte de la clase media-alta y alta de la ciudad. Gran parte de la costanera de la ciudad se ubica aquí.
Villa Lanús (también conocido como Miguel Lanús) —ubicado en el acceso sur de la ciudad— es un caso atípico, como Estación Miguel Lanús de ferrocarril fue considerado mucho tiempo una localidad aparte, mientras que hoy es indicado como un mero barrio más de la ciudad. Fue fundado el 29 de octubre de 1904 por Leopoldo Víctor Lanús, y hasta hace aproximadamente 30 años este barrio estaba separado ediliciamente de Posadas. Hoy en día su estación de ferrocarril se ha convertido en un museo en la avenida Costanera.

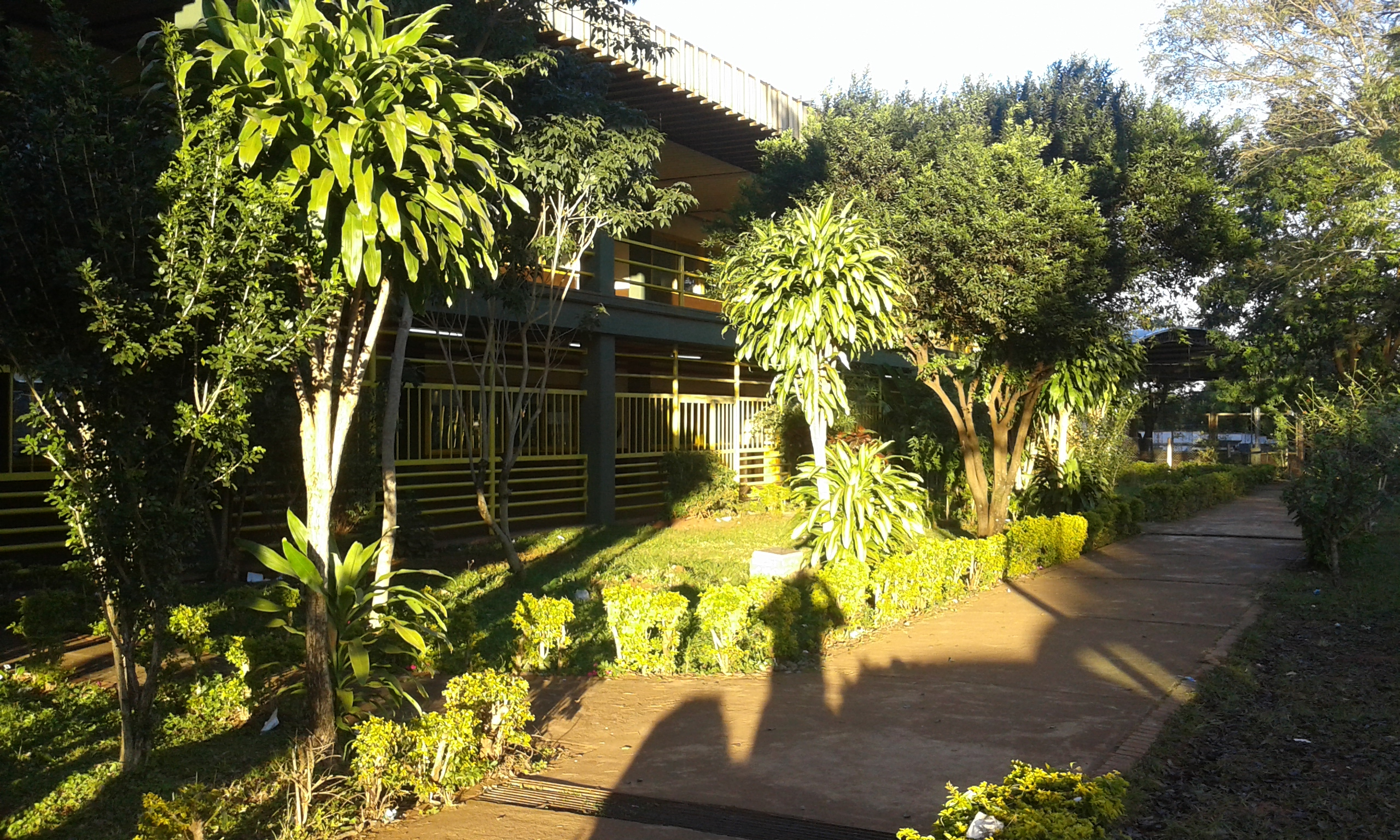
Escuela de Comercio N.º 18. Barrio Parque Adam de la ciudad de Posadas, provincia de Misiones

Villa Cabello es un populoso barrio (65 000 personas aproximadamente) situado al oeste de la avenida Jauretche, hasta el arroyo Mártires, y al norte de la avenida Almirante Brown, hasta el río Paraná. Cuenta con delegación municipal (al igual que varios barrios populosos y alejados del centro) y fue considerado por muchos una ciudad aparte; esta situación fue considerada en algunos proyectos que consideraban separarla de Posadas pero no prosperaron. La población es mayormente de clases media y media-baja; y también posee población de clase baja en varias villa miseria. El gran crecimiento de este barrio comenzó en los años ochenta, debido a la gran cantidad de viviendas y monoblocks que construyó el IPRODHA (Instituto Provincial de Desarrollo Habitacional). Cuenta con una pequeña zona comercial y un acceso propio hacia la ruta 12 (acceso oeste de la ciudad).
Itaembé Miní es un barrio extenso y muy poblado, cuenta con comisaría, hospital, cajeros, juzgado de paz, y numerosos comercios como ópticas, panaderías, librerías, locales de comidas rápidas, carnicerías, veterinarias, entre otros. Es sede oficial de las comparsas por carnavales en la ciudad por su fácil acceso. Abarca desde la avenida Alicia Moreau de Justo hasta el parque de la ciudad.
Parque Adam está en el Sur de esta ciudad delimitado por la avenida Comandante Espora, avenida Rademacher y calle Carlos Grismado. Cabe aclarar que el límite marcado por esta última vía, actualmente ha sido transformado por las obras de la nueva costanera de la ciudad. Existe un barrio de 130 viviendas familiares denominado "John F. Kennedy".También cuenta con el jardín botánico de Posadas que abarca una superficie de 11 hectáreas y un parque Alberto Roth. Posee instituciones educativas de nivel primario y secundario, como la Escuela Comercio N.º 18.

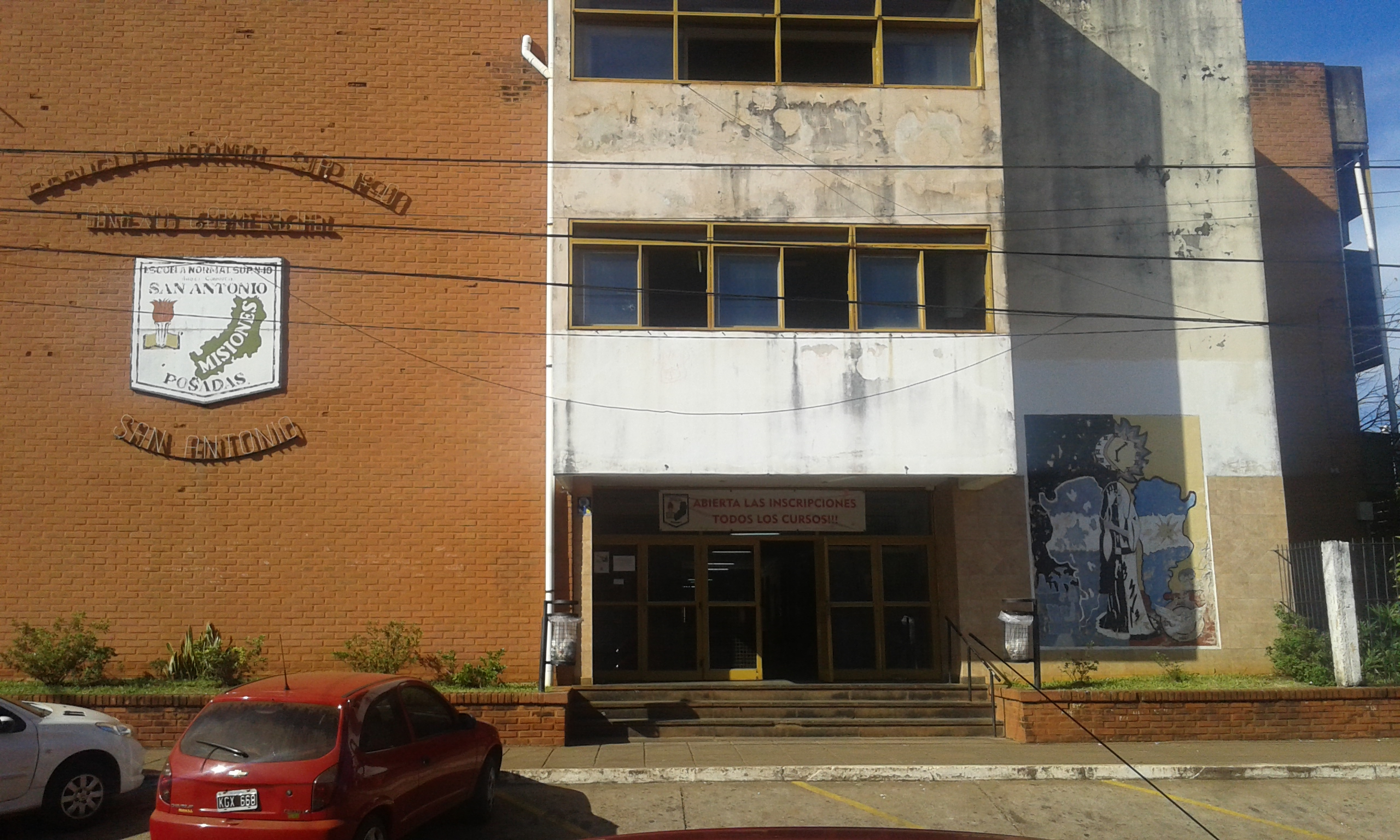
Escuela Normal Superior N.º 10 del barrio de Rocamora, de la ciudad de Posadas

Rocamora pertenece a la Delegación Municipal de Villa Urquiza y se encuentra entre las avenidas: Lavalle, López y Planes, Almirante Brown, San Martín y Tomás Guido. En este barrio se encuentra ubicado el cementerio municipal La Piedad. Funcionan escuelas de nivel primario, secundario y terciario como la Escuela Normal Superior N.º 10
Cristo Rey: ubicado en la Chacra 32 y 33, en este lugar fueron construidas 1200 viviendas, por el IPRODHA, con fondos del FONAVI. Está limitado por las avenidas Lavalle y Bustamante y la calle Lorenzini, de la ciudad de Posadas.
Funcionan la escuela primaria Provincial 674, además, una dependencia de la policía, oficinas del servicio penitenciario provincial, centros de salud y la parroquia “Cristo Rey".

## Economía

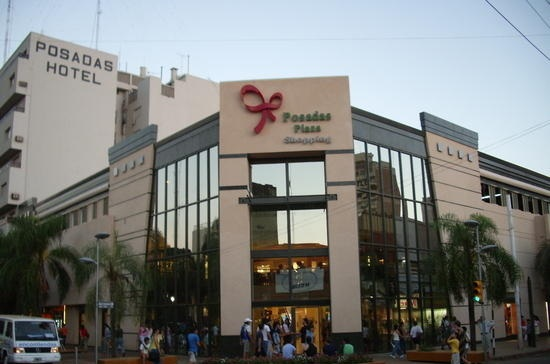
Vista de Posadas Plaza Shopping, es el único ubicado en el centro de la ciudad

### Los comienzos
Previamente a la fundación de 1881 los pobladores practicaban únicamente agricultura de subsistencia, comerciando esporádicamente con las provincias del sur, aunque en mayor medida dependía del ese entonces más desarrollado Encarnación. El impulsor de la fundación de la ciudad fue el poblado que primero se encargó de abastecer a las tropas alidadas durante la guerra con el Paraguay (1865), y que luego se dedicó a las actividades extractivas de la zona.
A principios del siglo XX la principal actividad económica se desarrollaba alrededor del puerto, donde los mensúes que se asentaban temporalmente luego se convirtieron en pobladores estables. Desde el puerto se embarcaban los principales productos de la región: yerba mate y madera. Hoy en día ambos productos siguen siendo la base de la economía misionera; sin embargo, los alrededores de la ciudad no son especialmente fuertes en yerba mate ni en forestación. Tampoco el puerto pudo continuar con el mismo movimiento, siendo su muerte definitiva la construcción del embalse de Yacyretá. Como único asentamiento humano relevante dentro de una vasta zona la importancia estratégica de Posadas fue creciendo gradualmente, sirviendo de base a todos los organismos del gobierno nacional que apuntalaron la presencia en la zona, que siguió siendo mayoritariamente selva virgen hasta bien entrado el siglo XX.
Con la provincialización del territorio de Misiones en 1953 Posadas se convierte en su capital y su importancia se ve revalorizada. Luego un conjunto de factores propiciaron el surgimiento del poblado, que pasó de ser una aldea menor hasta la pujante y desarrollada ciudad que hoy constituye.
- La expansión económica de la provincia: Misiones creció poblacional y económicamente de forma significativa en los últimos 50 años, lo que impulsó su rol como centro administrativo.
- La zona de frontera y el puente con el Paraguay: la provincia tiene la peculiaridad de tener el 90% de sus límites con el exterior, lo que marcó una cultura de integración con los países limítrofes muy fuerte. La actividad comercial internacional del puerto sobre el Paraná fue luego suplantada por el Puente San Roque González de Santa Cruz que la une a Encarnación, este puente ferrovial es uno de los tres que une la Argentina con el Paraguay, y su movimiento vehicular y peatonal es incesante. A esto se suma su ubicación estratégica con respecto al Mercosur y el paso por la misma del corredor bioceánico Antofagasta—Paranaguá.
- La represa de Yacyretá: aunque las obras se realizaron desde la localidad de Ituzaingó (Corrientes) a unos 70 km, Posadas se vio beneficiada por un conjunto de obras tendientes a minimizar los impactos del lago artificial sobre la ciudad. A esto debe sumarse el asentamiento de cientos de obreros y profesionales que ante la culminación de las obras resolvieron afincarse en la ciudad media más cercana.
- El turismo: todavía no logra ser una actividad de peso en la ciudad, pero su carácter de única ciudad importante en el camino a los variados atractivos turísticos de la provincia prometen que esta actividad sea cada vez más movilizadora de la economía.
- Movimiento financiero: como zona de frontera, el flujo de capital y divisas es muy intenso, lo cual la convirtió en la plaza financiera y cambiaría más importante de la región.
- Migración interna y externa: Posadas repite el fenómeno que se da en numerosas provincias, la migración de los habitantes del interior a la ciudad capital en busca de mejores posibilidades. Sin embargo, muchos de ellos terminan habitando villas miseria.

En 2005, puede asegurarse que los principales motores de la economía son el comercio local e internacional y la administración pública. Otras actividades como la industria y el turismo también pesan en la economía pero no llegan al nivel de las primeras.

### Puerto
Ante el desuso del puerto de Posadas surgió un proyecto actualmente en ejecución de creación de un puerto que lo suplante en la localidad de Santa Ana (que se ubica a unos 50 km) y uno más pequeño al oeste del arroyo Mártires, al norte del aeropuerto —dentro del municipio de Posadas—. El viejo puerto, en sus últimos años se utilizó para embarcaciones deportivas, de paseos, de pasajeros, barcos areneros y alguno que otro remolcador de barcazas de transporte. No podía utilizarse para cargas debido a que no poseía la infraestructura necesaria para este tipo de operaciones; además estaba ubicado en la actual costanera, una zona demasiado céntrica y urbanizada para el tránsito pesado (camiones que lleven cargas al puerto).

### Industria
La principal actividad industrial son los aserraderos; también se encuentran frigoríficos, fábricas de terciados, láminas, muebles y aberturas, talleres y carpinterías metálicas, tabacaleras, fábricas elaboradoras de jugos cítricos, fábricas de chapas de zinc y cartón, molino de yerba mate y arroz, fábrica de colchones, fábricas de polietileno, fábricas confeccionadoras de indumentaria, fábricas de sombreros, gorros y afines, fábricas de cerámicas y ladrillos, fábrica de artículos de mimbre, fábricas de artículos de cuero, y una biofábrica, que clona plantines de algunos árboles y cultivos. Completan la actividad industrial numerosos talleres artesanales.

### Turismo

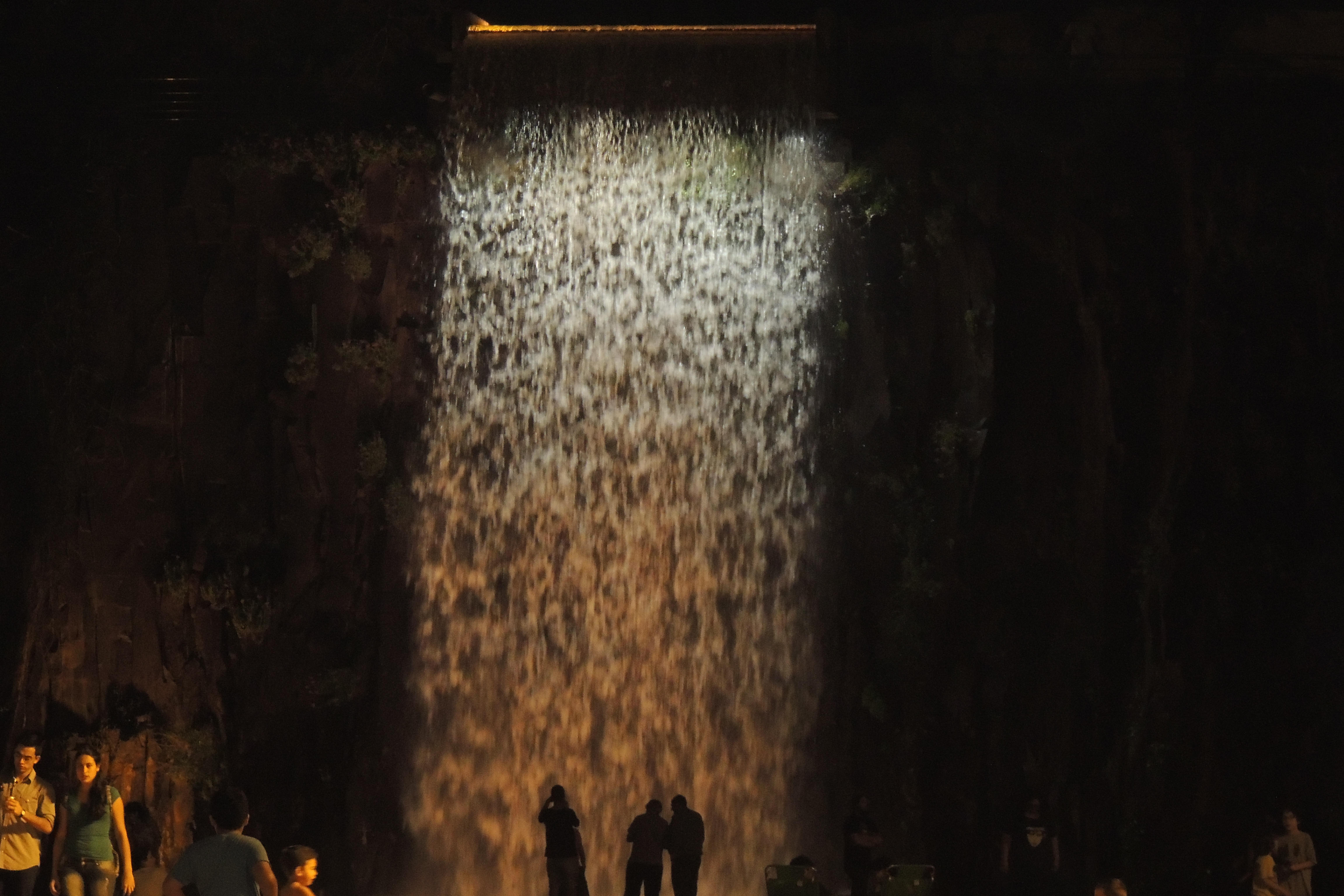
Cascada artificial durante la noche, se encuentra dentro de un enorme playón para disfrutar al aire libre distintas actividades

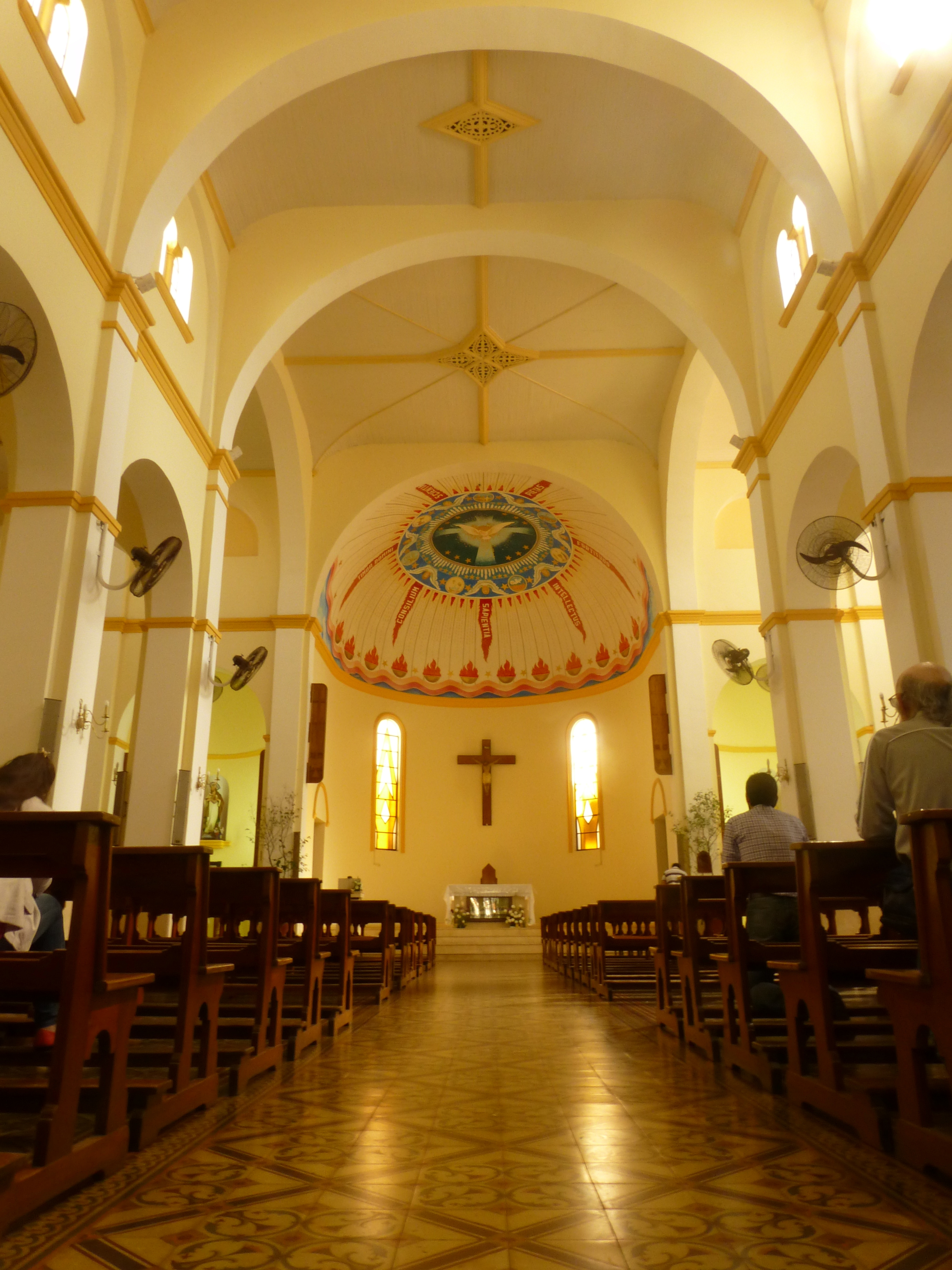
Interior de la catedral de Posadas.

Entre sus atractivos principales se encuentra la costanera sobre el río Paraná, de inicialmente unos 7 km, que luego fue sucesivamente ampliada. En la zona de mayor densidad comercial del centro hay cuatro cuadras de calle Paseo, que priorizan la circulación peatonal aunque puede circularse en automóvil a velocidad reducida. Asimismo hay centro comercial o shopping center, el Posadas Plaza Shopping, situado en una esquina céntrica.
Mención aparte merecen la actividad náutica y el río, que atraen a los locales y turistas. En sus aguas se practican todo tipo de actividades náuticas como canotaje, paseos en lanchas, moto de agua y la pesca.Existe un servicio de catamarán con distintos servicios que permite recorrer el río junto a la ciudad. 

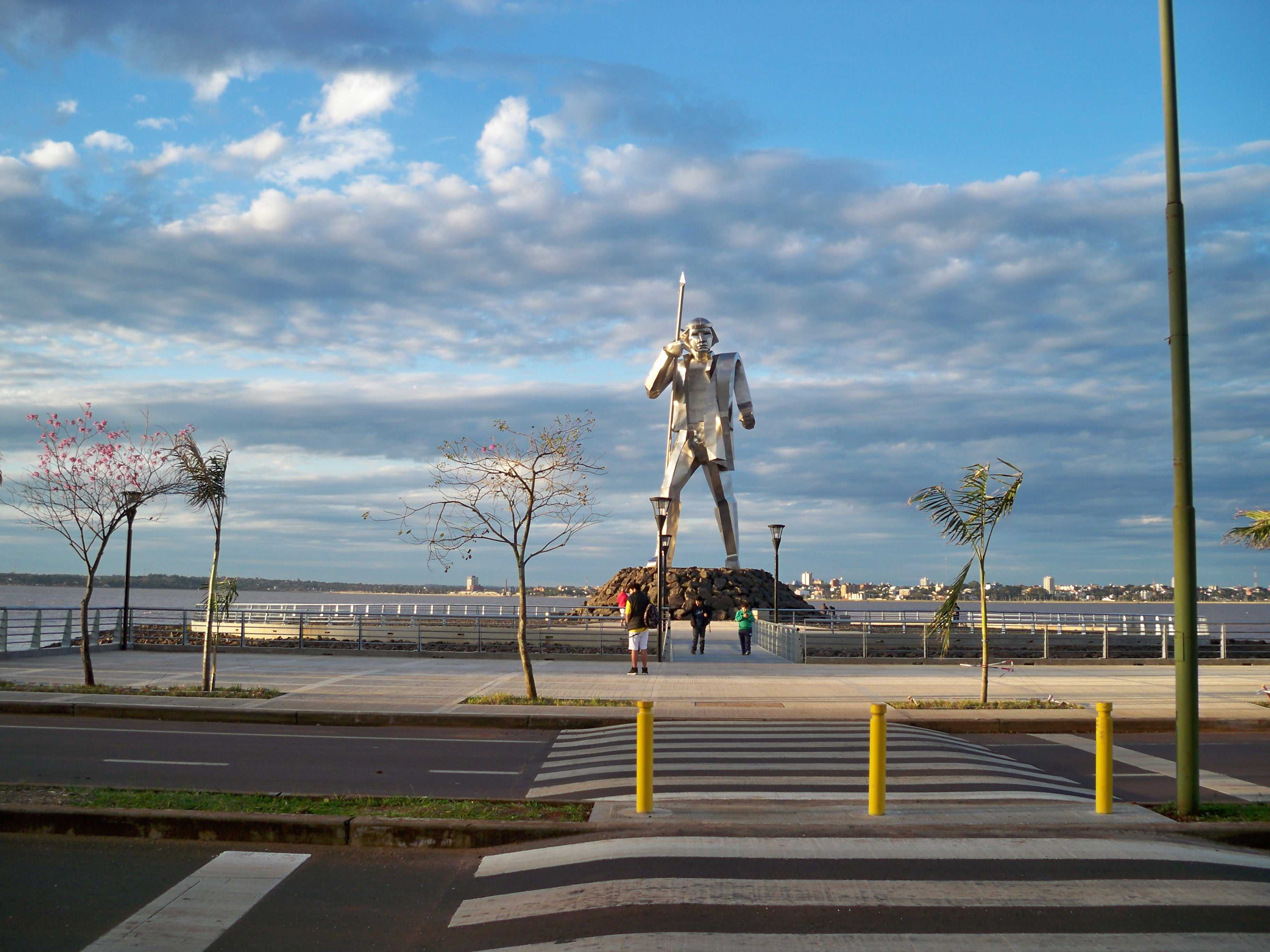
Monumento a Andresito Guazurarí en la costanera.

La Agencia Posadas Turismo es un ente municipal dedicado al desarrollo y profesionalización del sector turístico en el Municipio. Tiene su sede en la avenida Costanera (oficinas técnicas y centro de información turística)  y un puesto de información turística en la terminal de ómnibus. 

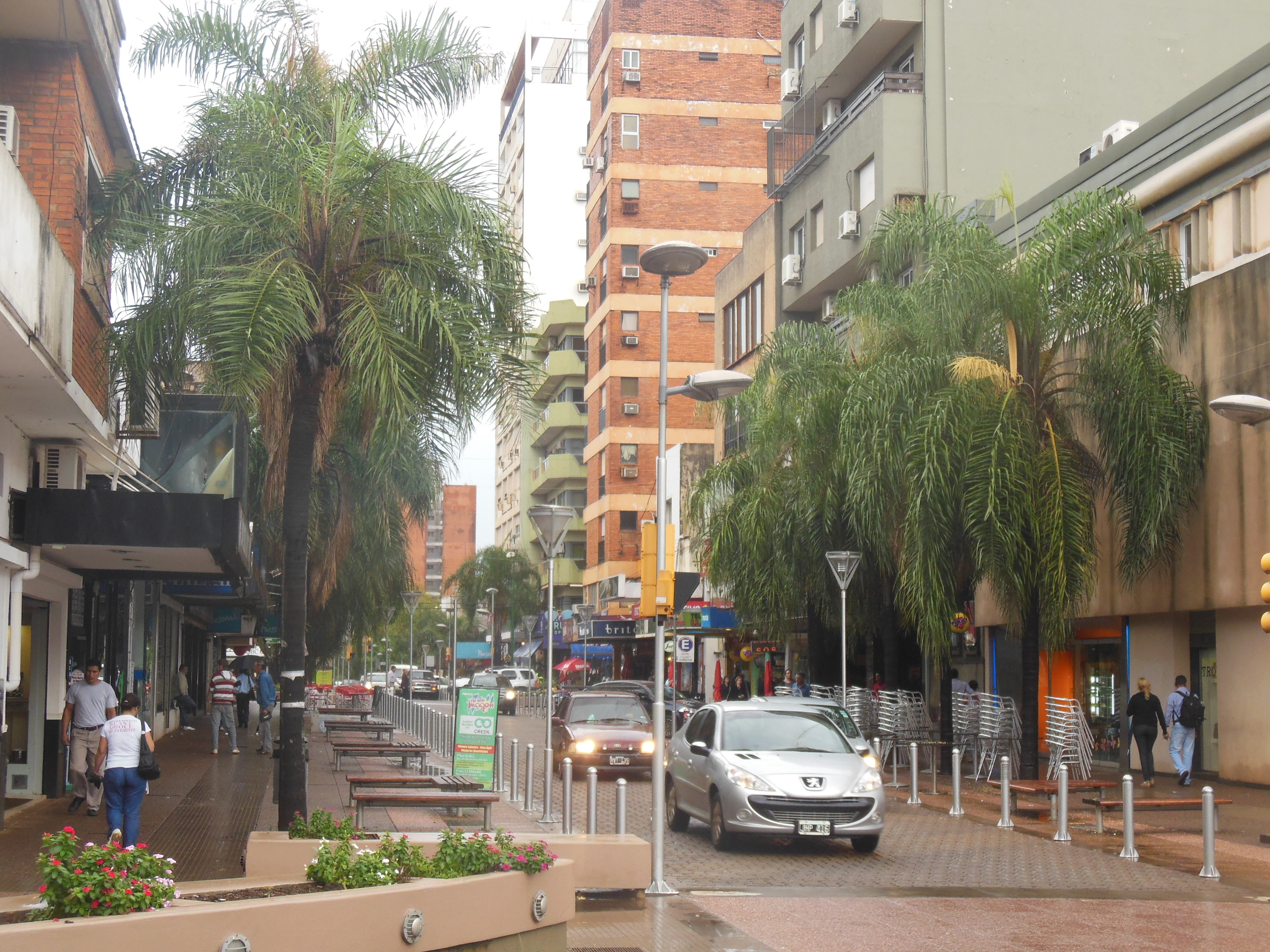
Calle Bolívar en pleno micro centro posadeño

La misma Agencia enumera los siguientes Circuitos Turísticos:
El circuito centro permite recorrer conocer edificios y lugares históricos de la ciudad: la plaza 9 de Julio, la Casa de Gobierno, la iglesia catedral, el mural de Nuestra Historia, el paseo Bosetti, el museo Lucas Braulio Areco, el museo Juan Yaparí y el museo Histórico y Arqueológico Andrés Guacurarí.
La Bajada Vieja y Andresito, es el paseo emblemático de Posadas. Se puede recorrer el barrio más antiguo de la ciudad visitando el monumento al Mensú, el almacén de Doña Pomposa, la Casona Chemes, el mural El Baradero. Además los murales Camino al Mensú. A pocos metros se encuentra la Costanera, la plazoleta del Papa, el monumento al Puerto Viejo, el monumento a Andresito, el busto al Pato García, la Piedra Fundacional de la Ciudad, y plantas de Yerba Mate.
Bahía El Brete es un circuito recreativo, con lugares para realizar actividades. Cuenta con instalaciones y servicios para actividades náuticas, el disfrute del sol y la playa, en cercanías del casco céntrico de Posadas. Allí se encuentran: la playa El Brete, la reserva natural del Arroyo Itá, el Anfiteatro El Brete, las Eco-bicis, el SkateBike Park + Mural, un espacio saludable y una zona de juegos clásicos.
Parque Paraguayo fue históricamente un lugar de reunión y paseo de los posadeños. Allí se encuentran: el Anfiteatro Manuel Antonio Ramírez escenario del Festival Nacional de la Música del Litoral, la escultura El Guitarrista, el Obelisco de los Paraguayos, el museo regional Aníbal Cambas, y además la Cámara de Representantes de la Provincia de Misiones.
Villa La Estación y Placita es un paseo situado a la vera de la avenida costanera de la ciudad de Posadas, en donde se puede observar la réplica de la antigua estación de Ferrocarriles y las locomotoras utilizadas en el ramal que llegara a la provincia en 1912. Se puede visitar: la Vieja Estación, el Edificio de la Costa (Museo de Ciencias Naturales, Artesanías), la Feria de Emprendedores (fines de semana) y la Placita Mercado Modelo.
Además a unas once cuadras se encuentra el parque recreativo La Cascada, con un esapcio saludable y juegos clásicos.

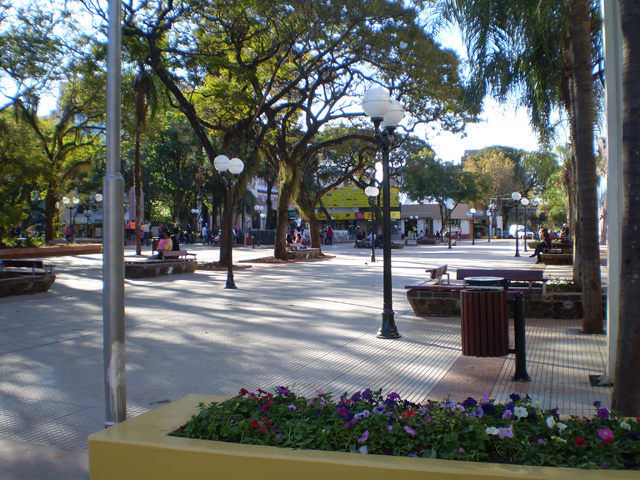
Plaza Nueve de Julio, la más importante de la ciudad

En septiembre de 2016 se inauguró una sala de Cine "IMAX del Conocimiento" para unas 300 personas. Solo en Buenos Aires hay otra sala de estas características en Argentina.
El sector de alojamiento de la ciudad ofrece un total de 15 salones distribuidos en hoteles de 3 y 4 estrellas con una capacidad de 2300 personas. Además dispone de 18 locaciones particulares equipadas preparadas para una cantidad de 6000 personas.
Además cuenta con un Parque del Conocimiento que contiene:
- Centro de Convenciones y Eventos que posee un auditorio para 750 personas y dos salas más pequeñas (120 y 90), una plaza seca con un restaurante para más de 100 personas, un observatorio astronómico y un Cine 3D IMAX.

- Centro del Conocimiento posee seis pisos y dos subsuelos. Este espacio alberga cinco plantas destinadas al Centro de Arte, a la Biblioteca Pública de las Misiones y al Teatro Lírico (550 personas) y de Prosa (300 personas).

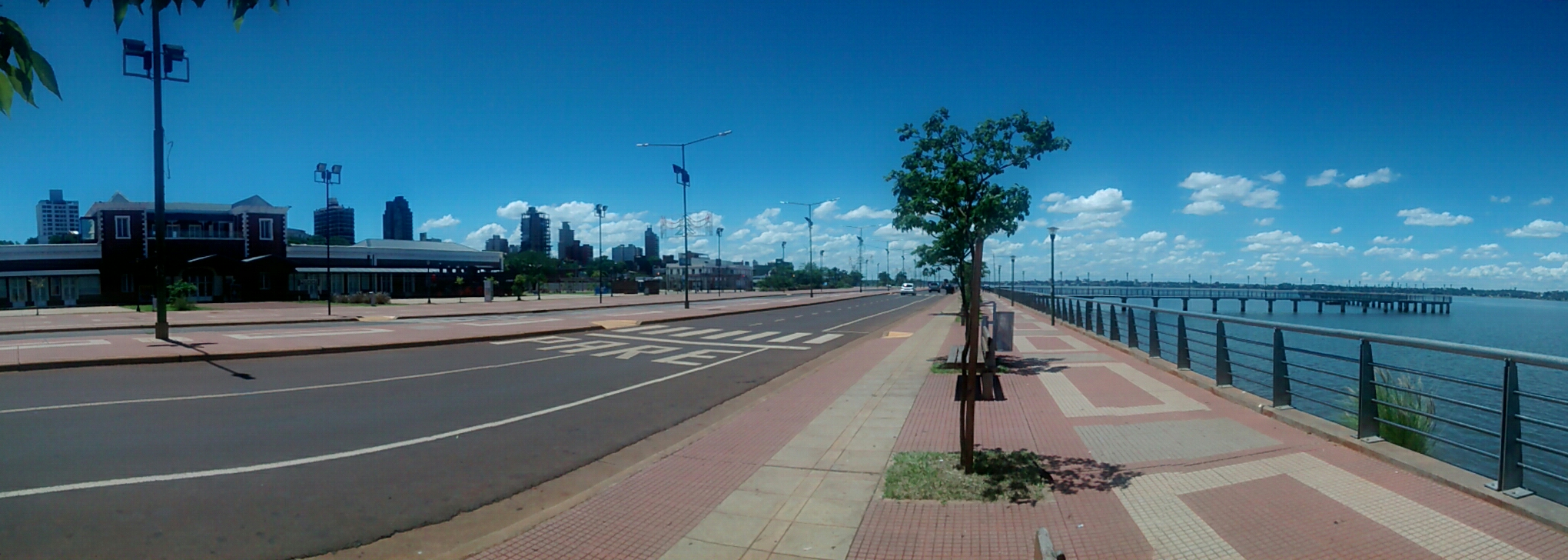
Costanera Posadas

## Administración

### Carta Orgánica y autonomía municipal

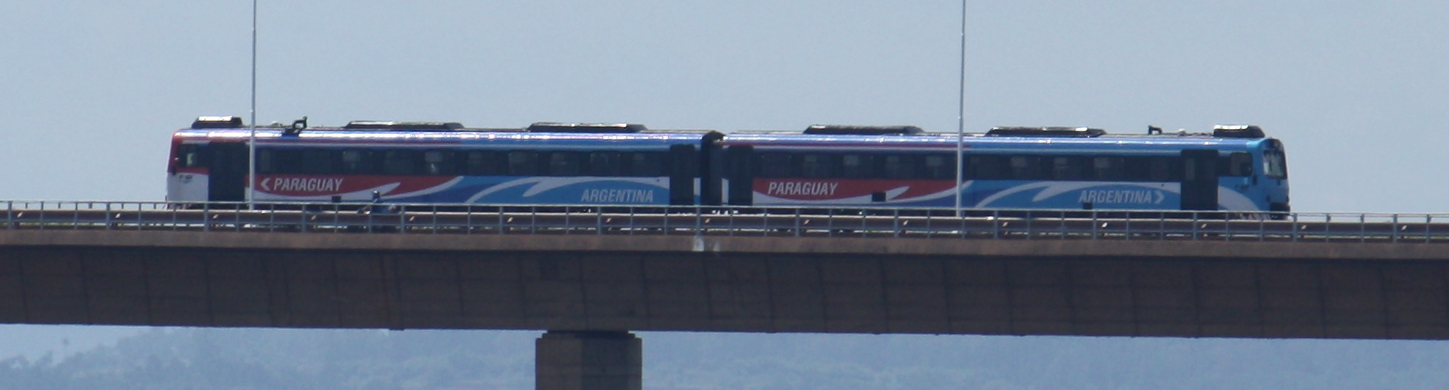
Tren Posadas - Encarnación

La Constitución de la provincia de Misiones, sancionada en 1958, luego de provincializarse, estableció el régimen municipal, garantizando a su vez la autonomía de los municipios en los artículos 161 a 171. Cuando se sanciona la Carta Orgánica municipal en 1988 los convencionales también apelaron a la autonomía municipal y lo legislaron definiendo los principios del Gobierno municipal en los artículos 1, 2 y 3, y en el Preámbulo. Sin embargo, recién desde la reforma constitucional argentina de 1994, la ley suprema reconocía a los municipios con Carta Orgánica como autónomos con distintas facultades como establecer su propio régimen electoral, económico, financiero, político y administrativo.

### Juzgado Municipal de Faltas
Mediante la carta Orgánica de la ciudad en su artículo 191 se crean los Juzgados municipales de Faltas.

## Vías de comunicación

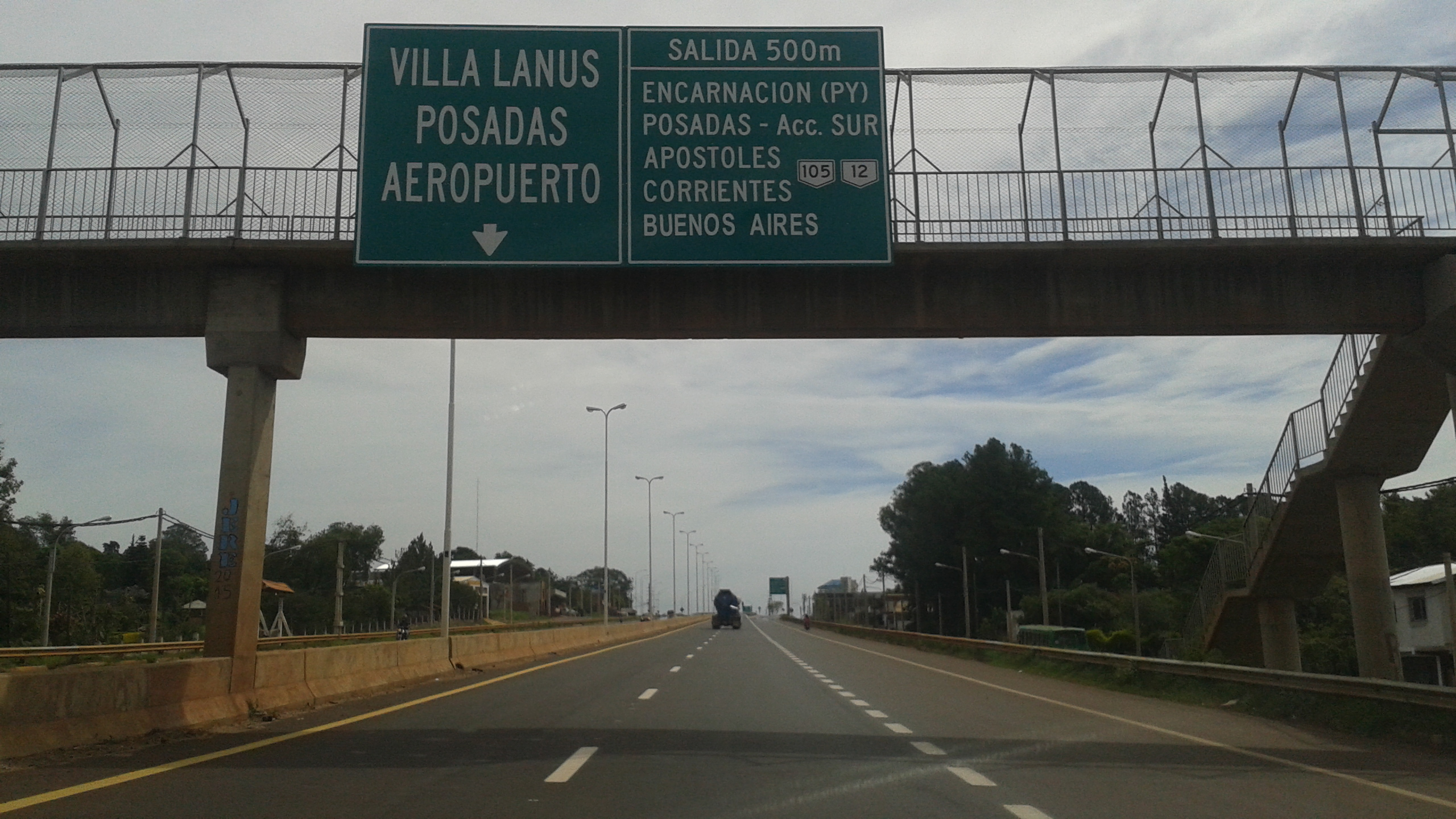
Autovía Ruta 12, viniendo desde Puerto Iguazú

Se constituye como la puerta de entrada a la provincia, y un paso internacional muy activo. A diferencia de las otras ciudades de la región, Posadas cuenta con una compleja red de autovías que la unen con varios puntos del área metropolitana, la construcción de estas comenzó en el año 2010 y finalizó en estos últimos 2 años.
- Automotor: la unen al resto del país la ruta nacional 12 —que llega hasta Buenos Aires y Puerto Iguazú— y la ruta nacional 105 que la comunica con Apóstoles. Una de las avenidas internas funciona para el tránsito pesado que debe atravesar la ciudad y llegar al puente internacional. El tramo de la ruta nacional 12 que atraviesa la ciudad fue convertido en autovía desde el inicio de la zona urbana al oeste y hasta Garupá inclusive; de todos modos, fue creado unos 5 km más al sur un by-pass de la ruta, que tiene como finalidad que el tránsito pesado no necesite cruzar por la travesía urbana de la ciudad.

- Ferroviario: es punta de rieles del único ramal de la provincia, perteneciente al ferrocarril General Urquiza. A través del puente ferroviario San Roque González de Santa Cruz se conectan las redes ferroviarias de Argentina y Paraguay. La estación de pasajeros y cargas fue clausurada en 2008. A fines de 2014 se estima que comenzará un servicio de pasajeros entre Posadas y Encarnación, en Paraguay. El servicio partirá del nuevo apeadero Posadas. Estaría en construcción por parte de la EBY (Entidad Binacional Yacyretá) una nueva estación Posadas en la localidad de Miguel Lanús (que también perdió de actividad su añosa estación, conservándose apenas unas delicadas ruinas en el lugar).

- Aeroportuario: el Aeropuerto Internacional Libertador General José de San Martín, aunque pequeño, es uno de los de más movimiento en la región, y se encuentra bien comunicado con el casco céntrico, del que dista unos 10 km, y se encuentra al oeste del arroyo Mártires.

- Portuario: aunque los viajes a Posadas en barco eran muy comunes en los comienzos, hoy en día su tradicional puerto fue demolido y será reemplazado por uno situado unos 50 km río arriba y por otro más pequeño a unos 7  río abajo.Autovía Ruta 12, viniendo desde Puerto Iguazú

## Transporte

### Aéreo
El principal y único aeropuerto de la ciudad es el Aeropuerto Internacional Libertador General José de San Martín quien se encuentra ubicado en la zona oeste de la ciudad aproximadamente a 30 minutos del centro de Posadas, es el segundo aeropuerto más transitado de la provincia después del aeropuerto de Puerto Iguazú. Recibe vuelos regulares a Buenos Aires todos los días de la semana con una frecuencia de tres vuelos.
Se puede acceder al aeropuerto mediante buses que llegan a la terminal aérea, taxis o remises o a través del acceso oeste por medio de vehículos particulares. Durante el año 2014 pasaron más de 133.000 pasajeros en la terminal aérea, siendo así el 22° aeropuerto más transitado del país; el segundo en la provincia y el sexto a nivel regional.

### Ferroviario
Posadas fue punta de rieles del Ferrocarril General Urquiza, que la comunicaba con la estación Federico Lacroze de la Ciudad de Buenos Aires. La estación posadeña se ubicaba al final de la avenida Madariaga, a dos cuadras del casco céntrico. Tanto la estación local como el servicio de trenes de pasajeros funcionaron solo hasta 2011, debido a la rescisión por parte del Estado del contrato con la empresa concesionaria por incumplimiento. A su vez, dicha baja del servicio coincidió con el desmantelamiento de la estación de Posadas, ya que sería afectada por la suba de la cota del Río Paraná a 83 m s. n. m., y debía ser demolida como parte del plan de obras de la represa de Yacyretá. Sin embargo el edificio fue reconstruido pieza por pieza por la misma entidad que administra la represa y fue refuncionalizado como centro cultural y museo ferroviario. Desde enero de 2015 se encuentra funcionando el tren internacional de pasajeros cuyas formaciones son propiedad del Estado argentino.

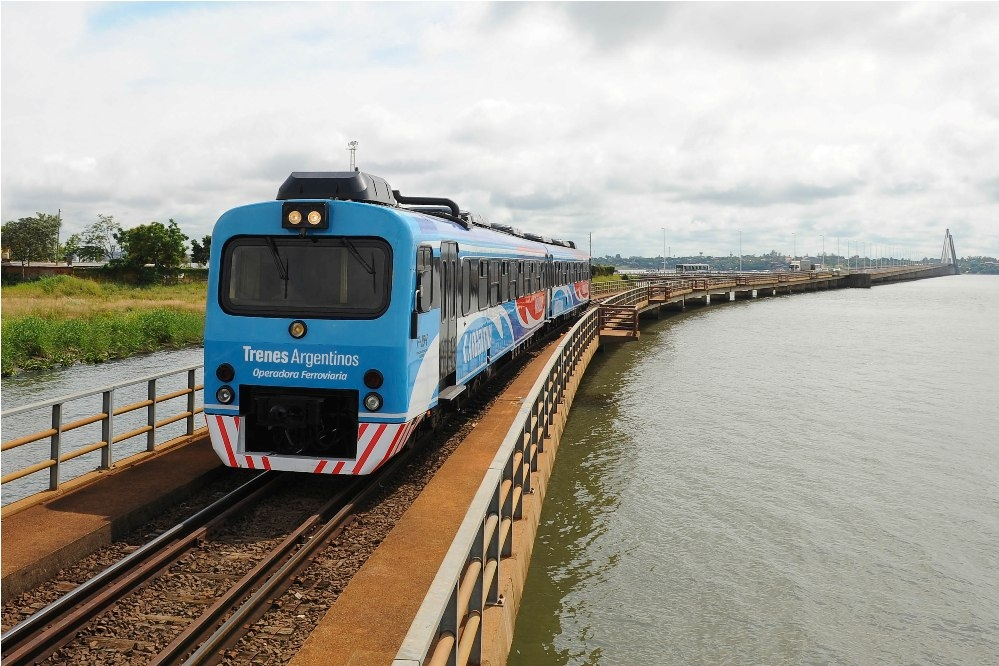
Imagen del tren cruzando por el puente ferroviario, es propiedad del Estado Argentino

### Transporte de larga distancia
El servicio de colectivos de larga y media distancia se concentra en la moderna terminal de ómnibus de la ciudad, ubicada en la avenida Quaranta (ruta 12) y avenida Santa Catalina. En larga distancia hay servicios diarios a casi todas las capitales y ciudades importantes del país, e incluso a algunas ciudades importantes de Paraguay, Uruguay, Chile y el sur de Brasil. En cuanto al servicio de media distancia, hay servicio varias veces por día a numerosas ciudades del interior de la provincia de Misiones y del noreste de Corrientes, debido a que las localidades de esta región (Ituzaingó, Playadito, Virasoro, Garruchos, Santo Tomé, etc.) están más ligadas a Posadas y a Apóstoles que a la ciudad de Corrientes.

### Transporte público

Un bus urbano local

El transporte urbano está conformado por numerosas líneas de colectivos, se estima que hay alrededor de 1600 buses que prestan servicio a la ciudad y se área metropolitana, que conforman el denominado Sistema Integrado de Transporte Misionero (que adopta el sistema desarrollado para la ciudad de Curitiba, Brasil) el cual consta de modernas unidades articuladas de última generación que comunica el centro de la ciudad con los barrios y con las ciudades del Gran Posadas. Además existe un gran número de taxis y remises.

#### Estadísticas de transporte público
El promedio de tiempo que las personas pasan en transporte público en Posadas, por ejemplo desde y hacia el trabajo, en un día de la semana es de 57 min., mientras que el 10% de las personas pasan más de 2 horas todos los días. El promedio de tiempo que las personas esperan en una parada o estación es de 16 min., mientras que el 26% de las personas esperan más de 20 minutos cada día. La distancia promedio que la gente suele recorrer en un solo viaje es de 4.3 km, mientras que el 2% viaja por más de 12 km en una sola dirección.

## Medios de comunicación

### Radios AM/FM
- Estilo (FM 99.5 MHz)
- Street (FM 101.5 MHz)
- Red Ciudadana (FM 96.1 MHz)
- OF Music (FM 102.9 MHz)
- Classic (FM 91.3 MHz)
- Antena Misiones (FM 92.3 MHz)
- Show (FM 98.1 MHz)
- Radio Santa María de las Misiones (FM 89.3 MHz)
- Radio Rivadavia Posadas/Splendid Posadas (FM 96.9 MHz)
- Play (FM 103.3 MHz)
- Radio Activa (FM 100.3 MHz)
- CNN Radio Posadas/LT4 Digital (AM 670 kHz)
- Radio Provincia de Misiones (AM 620 kHz/FM 107.3 MHz)
- Radio Top
- Light (FM 88.9 MHz)
- Red Aleluya Posadas (FM 88.3 MHz)
- Viva (FM 101.7 MHz)
- Radio 10 Posadas (FM 90.9 MHz)
- Nuevo Tiempo (FM 102.7 MHz)
- La Costa (FM 96.1 MHz)
- Max (FM 94.1 MHz)
- La 100 Posadas (FM 102.1 MHz)
- Eco Sports (FM 90.3 MHz)
- 5 Estrellas (FM 89.9 MHz)
- La Red Posadas/Rock & Pop Posadas (FM 88.5 MHz)
- Victoria (FM 106.3 MHz)
- Continental Posadas/Antena Uno (FM 92.1 MHz)
- Radio Interdenominacional Emanuel (FM 91.9 MHz)
- Radio Tupambaé (FM 105.9 MHz)

### Televisión
- Canal 2
- Canal 4
- Canal 6 Digital
- Misiones Cuatro
- Canal 12
- Canal 21 TV

### Diarios
- MisionesOnline
- El Territorio
- Misiones a full
- Primera Edición
- Ya Misiones
- Noticias de la calle

## Cultura
Posadas es sede de la mayor actividad cultural de la provincia. Cuenta con varios escenarios teatrales y algunos cines en el centro comercial. A menudo artistas de importancia visitan la ciudad, mientras que los artistas locales encuentran su espacio en algunas pequeñas peñas locales, o bien en festivales —como la Fiesta Nacional de Música del Litoral—.
Podemos mencionar el Coro de la municipalidad de la ciudad de Posadas: "Coral Arasy", que en idioma guaraní significa ara:tiempo y sy:madre, a cargo del director Czajkowski Rubén Ángel.

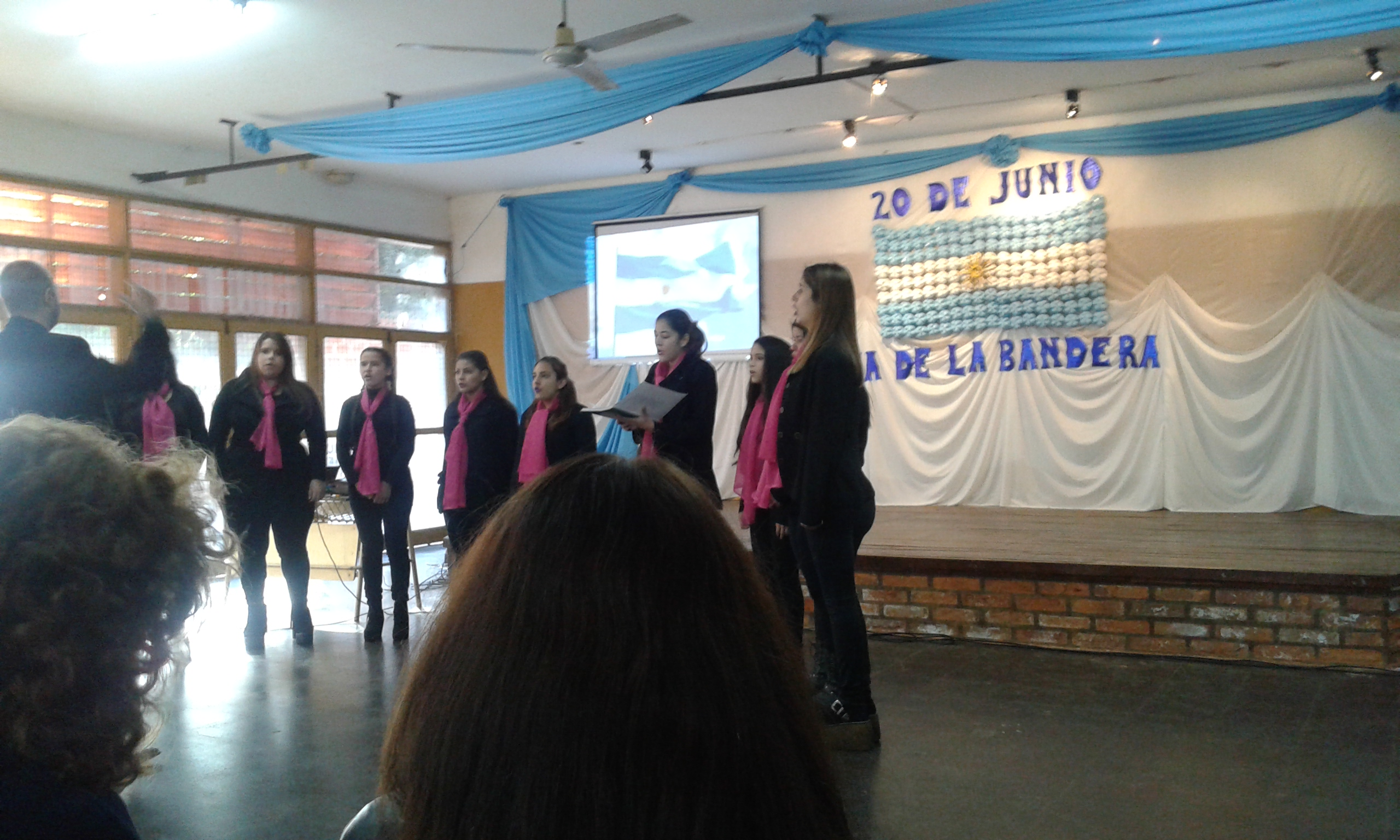
Coro "Arasy"

### Estudiantina
Uno de los principales eventos culturales de la provincia  es la denominada Estudiantina, festejo similar a un carnaval pero organizado a finales de septiembre por la Asociación Posadeña de Estudiantes Secundarios (APES) para conmemorar el día del estudiante. Carrozas, cuerpos de baile y bandas de música o escolas de samba transitan en un desfile por la avenida costanera Monseñor Kemerer deleitando con su baile, brillo y diseño a la numerosa población local y foránea que se suma a los festejos. La Reina de la Estudiantina se consagra casi todos los años como la Reina provincial, y en numerosas ocasiones fue elegida como Reina Nacional.
En los años cincuenta se comenzaba a celebrar en Posadas la hoy célebre Estudiantina. En sus inicios la fiesta se limitaba al desfile de carrozas, en que era presentada la reina de cada colegio. En la actualidad, organizada por la Asociación Posadeña de Estudiantes Secundarios (APES), las comparsas parecen tener más éxito que las mismas carrozas. Durante varias noches brillan la creatividad, el entusiasmo y la alegría. Miles de estudiantes secundarios integran cuerpos de baile, grupos rítmicos, bandas de música y carrozas. La fiesta reúne a varios miles de personas, quienes se deleitan al paso de varios grupos.
La estudiantina es un desfile que realizan las distintas comparsas, siempre con el incentivo de tener el primer puesto. Para ganar la misma un jurado puntúa cada grupo o colegio que desfila siendo las coreografías, ritmos, alegría, alegoría, etcétera; se divide en varias categorías: Banda de Música y Scola Do Samba; estos dos rubros a la vez se subdividen en sus respectivos cuerpos de baile, ya que los ritmos son muy distintos, por lo tanto las coreografías también son distintas. Otras categorías también son, según la cantidad de participantes que tiene cada colegio. Existen las Categorías A, B y C en cada rubro. Hasta el año 2024 la escuela con más ganadora en la categoría de banda de música es la EPET Nº 1.
También existen rubros paralelos, que son con las que se puntúan las carrozas. Estos rubros son: «carrozas ingeniosas» (todas aquellas cuya alegoría tiene algún movimiento mecánico), y «carrozas artísticas», que son aquellas que no poseen movimientos pero representan su alegoría).
Los desfiles son llevados a cabo en el primer tramo de la costanera Monseñor Jorge Kemerer, donde se subdividen en tres palcos. Entre palco y palco hay un tiempo limitado donde cada colegio descansa y se refresca. El total de cada colegio que desfila, a lo largo de los tres palcos, es alrededor de una hora. Por lo tanto son veinte minutos por palco.
Algunas escuelas no cuentan con estudiantina propia así que los alumnos que sean de escuelas que no afiliadas a la Asociación Posadeña de Estudiantes Secundarios (APES) tienen la opción de entrar a otras escuelas con el rol de "adherentes".

### Educación

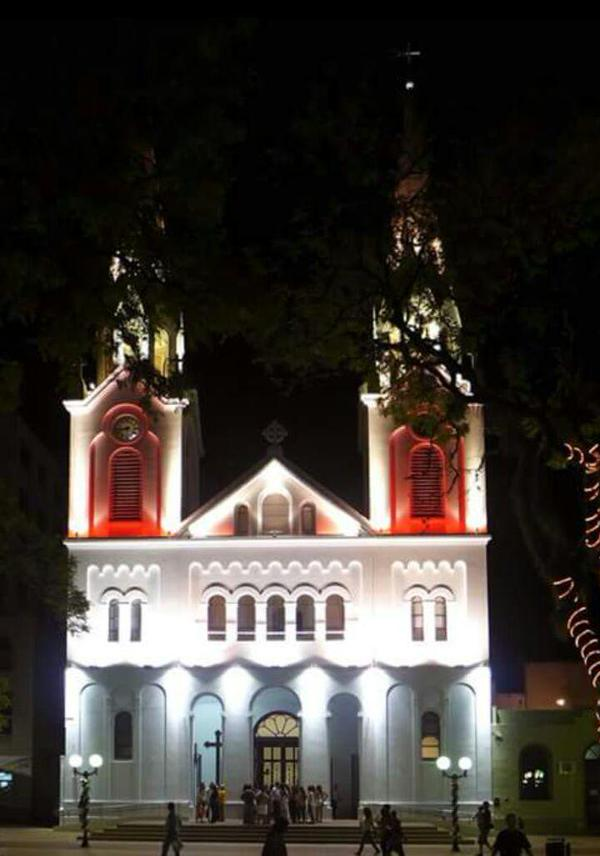
Catedral de Posadas se encuentra ubicada en la plaza 9 de Julio

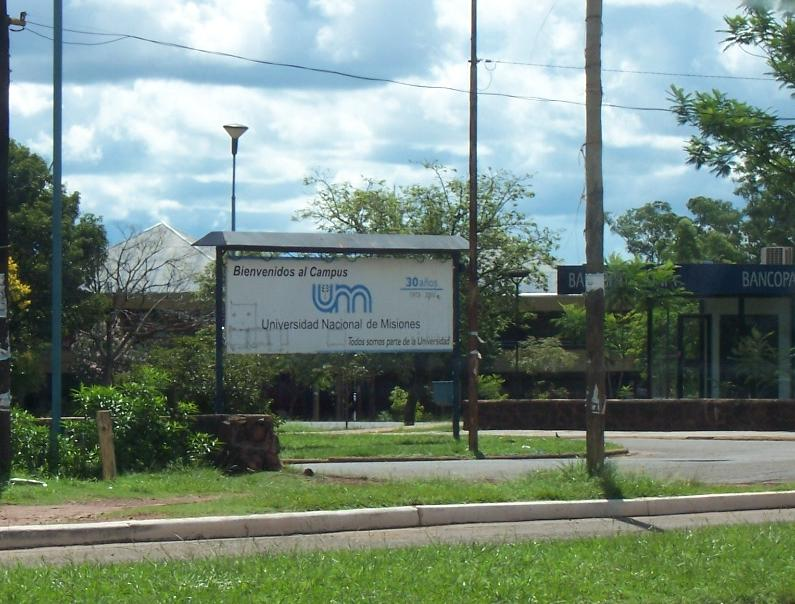
El campus universitario de la UNaM.

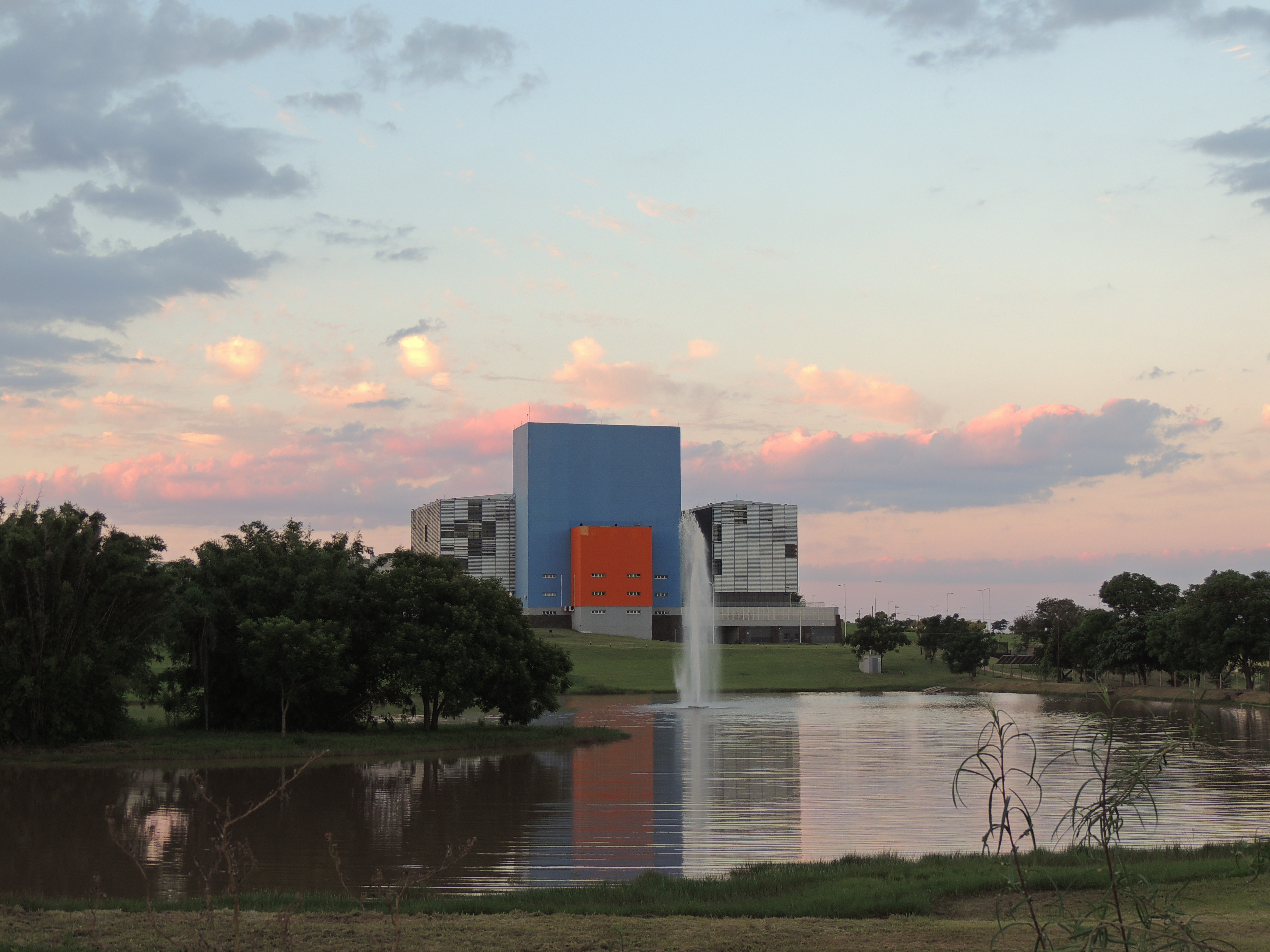
Centro del Conocimiento de Posadas un lugar para exposiciones artísticas conferencias científicas y de interés público.

Por ser el único sitio poblado de importancia en la zona, entre otras cuestiones, Posadas recibió los primeros colegios secundarios de la provincia. Los proyectos presentados por una de las maestras de las dos únicas escuelas primarias de la ciudad a principios del siglo XX, Clotilde González de Fernández dieron sus frutos, creándose cuatro escuelas de educación media entre los años 1907 y 1924. Entre las escuelas secundarias, tanto estatales de gestión pública y de gestión privada, se destacan las de educación superior (colegio provincial Martín de Moussy y el colegio normal Estados Unidos del Brasil), bachilleratos (BOLP n.º 1, n.º 9 y n.º 17), comerciales (Superior de Comercio n.º 6 Mariano Moreno y N.º 18 «Libertador General San Martín»), de formación técnica (EPET n.º 1 «Unesco» y EPET n.º 2 «Eva Duarte de Perón») y los institutos religiosos Politécnico San Arnoldo Janssen, San Alberto Magno, Instituto Inmaculada Concepción, Santa María, Roque González, San Basilio Magno, y Santa Catalina, entre otros. En 2011, el Liceo Naval Militar «Almirante Storni» era uno de los dos liceos de la Armada Argentina. El centro educativo polimodal N.° 36 con orientaciones en Humanidades y Arte, ofrece una educación pública y gratuita y se encuentra ubicado en las calles Tucumán y avenida Corrientes.
La oferta universitaria la constituyen una universidad pública (la UNaM, Universidad Nacional de Misiones), y varias universidades privadas (Universidad Católica de Santa Fe, Universidad Gastón Dachary y sedes del instituto Hernando Arias de Saavedra, Universidad Católica de Salta, Universidad de la Cuenca del Plata, entre otras) e institutos terciarios. Sus carreras atraen a la mayoría de la población estudiantil de la provincia, sobre todo las carreras de abogacía (privada) y ciencias Económicas (estatal).
Los periódicos posadeños apuntan en su mayoría a toda la provincia. Entre los mismos, El Territorio es el más antiguo, siendo impreso desde el año 1918. Otros periódicos importantes son Primera Edición, Misiones Online y Noticias de la Calle.

### Deportes
Numerosos deportes se practican en la ciudad con mayor y menor éxito, entre ellos podemos destacar: el fútbol, rugby, baloncesto, vóley, canotaje y natación.
- Fútbol: cuenta con una liga de fútbol local (Liga Posadeña de fútbol) dividida en dos divisiones (A y B), con un número variable de equipos situado alrededor de los 20 entre las dos divisiones (21 equipos en mayo de 2011), en la cual también participan clubes de localidades cercanas. Los clubes más importantes son el Club Deportivo Guaraní Antonio Franco y el Club Atlético Bartolomé Mitre, protagonistas del «clásico posadeño». Bartolomé Mitre llegó a mediados de los años 1970 a competir dos temporadas en la Primera División, sin embargo es mucho más recordado Guaraní Antonio Franco, por su ascenso a Primera División ―4 temporadas― a mediados de los años setenta y mediados de los ochenta. Otros clubes importantes de la ciudad son el Club Atlético Posadas (el más antiguo de la ciudad), el Club Deportivo Jorge Gibson Brown, el Club Atlético Huracán de Posadas, el Club Atlético La Picada y el Club Social y Deportivo El Brete. El partido entre Jorge Gibson Brown y Atlético Posadas es el clásico más antiguo de la ciudad. En 2012 Guaraní Antonio Franco fue campeón del Torneo Argentino B y en este mismo año ascendió al Nacional B. Jorge Gibson Brown participa en el Torneo Argentino B y Bartolomé Mitre, La Picada y El Brete del Torneo del Interior.

- Baloncesto: la tradición basquetbolística de Posadas es bastante fuerte. Supo dar jugadores de renombre como Finito Gérman, y tuvo en el club Luz y Fuerza a su representante por una temporada en la principal liga nacional. El club más identificado con el baloncesto es el club Tokio, detrás del cual se sitúan el Club Deportivo Jorge Gibson Brown, el Club Atlético Bartolomé Mitre y el Itapúa Tenis Club.

- Paddle: se practica en varios clubes contando algunos con canchas techadas. El Kuglas Paddle, organiza torneos locales y participa en los regionales.

- Vóley: también es una disciplina practicada con regularidad. El equipo Misiones Vóley ―formado con capitales privados― actualmente milita en la primera división.

- Automovilismo: el autódromo Rosamonte de Posadas es sede habitual de competencias nacionales y zonales.

- Golf: el Tacurú Social Club posee una cancha de golf de 18 hoyos a 7,5 km del centro de la ciudad. Es una cancha caracterizada por las ondulaciones del terreno y su hermoso diseño. Además posee zona de práctica, pro-shop, casilla de palos, y vestuarios para damas y caballeros.

- Deportes náuticos: la costa del Paraná inspiró muchos atletas del agua, destacándose sobre todo en las competiciones de canotaje y natación. Asimismo se practica windsurf, esquí y regatas de diferentes categorías. Los clubes más tradicionales para esta actividad son el Club Pirá Pitá y el CAPRI (Clubes Asociados Progreso Rowing e Independiente).

- Rugby: varios clubes participan en competencias locales, regionales y nacionales. Los clubes más tradicionales son el Tacurú Social Club, el Lomas Rugby Club, el Centro de Cazadores, el Jockey Club de Posadas y el club CAPRI. En la ciudad tiene sede la Unión de Rugby de Misiones, que es la encargada de organizar torneos, como el Sudamericano de Rugby M21 2007. También se disputó en la ciudad el Sudamericano de Rugby A 2011.

- Patinaje artístico: varios clubes de patinaje, los más importantes son el Club Alemán y el club de Hot Wheels. Hay otro pero está actualmente fuera de competición, el Club Huracán. Dentro del deporte se realizan competencias regionales, nacionales y sudamericanas. Existe una federación de clubes, la FEMIPAT (Federación Misionera de Patín), del cual también forman parte algunos clubes de la provincia del Chaco, al no poseer federación propia.[cita requerida]

## Despliegue de las Fuerzas Armadas
| Unidades de la Guar Ej Posadas                               | Abreviatura       |
| ------------------------------------------------------------ | ----------------- |
| Comando de la Brigada de Monte XII «General Manuel Obligado» | Cdo Br Mte XII    |
| Compañía de Cazadores de Monte 12                            | Ca Caz Mte 12     |
| Escuadrón de Exploración de Caballería de Monte 12           | Esc Expl C Mte 12 |
| Compañía de Comunicaciones de Monte 12                       | Ca Com Mte 12     |
| Sección de Aviación de Ejército de Monte 12                  | Sec Av Ej Mte 12  |
| Compañía de Inteligencia de Monte 12                         | Ca Icia Mte 12    |
| Compañía de Arsenales de Monte 12                            | Ca Ars Mte 12     |
| Compañía de Sanidad 12                                       | Ca San 12         |

## Hermanamientos
La ciudad de Posadas participa de la iniciativa de hermanamiento de ciudades o de relaciones bilaterales con otras ciudades de países extranjeros o hasta incluso del mismo país.
| Ciudades hermanadas con Posadas |               |                      |
| Ciudad hermanada                | País          | Año de hermanamiento |
| Encarnación                     | Paraguay      | 1992                 |
| Cascavel                        | Brasil        | 1997                 |
| Blumenau                        | Brasil        | ¿?                   |
| Albacete                        | España        | 1997                 |
| Bérgamo                         | Italia        | 1998                 |
| Rávena                          | Italia        | 1998                 |
| La Habana                       | Cuba          | 2000                 |
| Seocho-gu (Seúl)                | Corea del Sur | 2000                 |
| Zahlé                           | Líbano        | 2000                 |
| Breslavia                       | Polonia       | ¿?                   |
| Chernivtsi                      | Ucrania       | ¿?                   |
| Starnberg                       | Alemania      | ¿?                   |
| Yaroslavl                       | Rusia         | ¿?                   |
| Dublín                          | Irlanda       | ¿?                   |
| Borlänge                        | Suecia        | ¿?                   |
| Narvik                          | Noruega       | ¿?                   |

## Parroquias de la Iglesia católica en Posadas
| Diócesis              | Posadas |
| --------------------- | --- |
| Parroquias            | Catedral San José, Espíritu Santo, Inmaculada Concepción (pertenece al Obispado Castrense de Argentina, del cual es una capellanía), Sagrada Familia, San Antonio de Padua, San Roque, Santa Catalina, Santos Mártires, Cristo Rey (del Barrio Cristo Rey), San Benito, Inmaculado Corazón de María (de Villa Cabello), Jesús Misericordioso (del Barrio Itaembé Miní), Nuestra Señora de Itatí, Sagrado Corazón de Jesús (de Villa Lanús), San Alberto Magno, San Cayetano (del Barrio Yacyretá), San Miguel Arcángel, San Roque González de Santa Cruz, Santa Rita de Casia. |
| Vicarías parroquiales | Nuestra Señora de la Anunciación de Itapúa, Beata Madre Teresa de Calcuta, Santa Lucía. |
| Eparquía ucraniana    | Santa María del Patrocinio en Buenos Aires. |
| Parroquia             | San Vladimiro. |